# Franciaország a 2000. évi nyári olimpiai játékokon
Franciaország az ausztráliai Sydneyben megrendezett 2000. évi nyári olimpiai játékok egyik részt vevő nemzete volt. Az országot az olimpián 28 sportágban 337 sportoló képviselte, akik összesen 38 érmet szereztek.

## Érmesek
| Érem  | Versenyző | Sportág       | Versenyszám                                |
| ----- | --- | ------------- | ------------------------------------------ |
| Arany | David Douillet | Cselgáncs     | Férfi nehézsúly                            |
| Arany | Séverine Vandenhende | Cselgáncs     | Női váltósúly                              |
| Arany | Michel Andrieux Jean-Christophe Rolland | Evezés        | Férfi kormányos nélküli kettes             |
| Arany | Laurent Porchier Jean-Christophe Bette Yves Hocdé Xavier Dorfmann | Evezés        | Férfi könnyűsúlyú kormányos nélküli négyes |
| Arany | Tony Estanguet | Kajak-kenu    | Férfi szlalom kenu egyes                   |
| Arany | Florian Rousseau | Kerékpározás  | Férfi keirin                               |
| Arany | Laurent Gané Florian Rousseau Arnaud Tournant | Kerékpározás  | Férfi csapatsprint                         |
| Arany | Miguel Martinez | Kerékpározás  | Férfi terep-kerékpározás                   |
| Arany | Félicia Ballanger | Kerékpározás  | Női egyéni sprint                          |
| Arany | Félicia Ballanger | Kerékpározás  | Női egyéni időfutam                        |
| Arany | Brahim Asloum | Ökölvívás     | Papírsúly                                  |
| Arany | Franck Dumoulin | Sportlövészet | Férfi légpisztoly                          |
| Arany | Jean-Noël Ferrari Lionel Plumenail Brice Guyart Patrice Lhôtellier | Vívás         | Férfi tőr, csapat                          |
| Ezüst | Larbi Ben | Cselgáncs     | Férfi harmatsúly                           |
| Ezüst | Céline Lebrun | Cselgáncs     | Női félnehézsúly                           |
| Ezüst | Brigitte Guibal | Kajak-kenu    | Női szlalom kajak egyes                    |
| Ezüst | Florian Rousseau | Kerékpározás  | Férfi egyéni sprint                        |
| Ezüst | Marion Clignet | Kerékpározás  | Női egyéni üldözőverseny                   |
| Ezüst | Nemzeti válogatott Antoine Rigaudeau Cyril Julian Frédéric Weis Crawford Palmer Jim Bilba Laurent Foirest Laurent Sciarra Makan Dioumassi Moustapha Sonko Stéphane Risacher Thierry Gadou Yann Bonato | Kosárlabda    | Férfi                                      |
| Ezüst | Delphine Racinet-Reau | Sportlövészet | Női trap                                   |
| Ezüst | Benjamin Varonian | Torna         | Férfi nyújtó                               |
| Ezüst | Éric Poujade | Torna         | Férfi lólengés                             |
| Ezüst | Roxana Maracineanu | Úszás         | Női 200 m hát                              |
| Ezüst | Hugues Obry | Vívás         | Férfi párbajtőr, egyéni                    |
| Ezüst | Jean-François Di Martino Hugues Obry Éric Srecki | Vívás         | Férfi párbajtőr, csapat                    |
| Ezüst | Mathieu Gourdain | Vívás         | Férfi kard, egyéni                         |
| Ezüst | Mathieu Gourdain Damien Touya Julien Pillet Cédric Séguin | Vívás         | Férfi kard, csapat                         |
| Bronz | Jean-Philippe Gatien Patrick Chila | Asztalitenisz | Férfi páros                                |
| Bronz | Frédéric Demontfaucon | Cselgáncs     | Férfi középsúly                            |
| Bronz | Stéphane Traineau | Cselgáncs     | Férfi félnehézsúly                         |
| Bronz | Pascal Touron Thibaud Chapelle | Evezés        | Férfi könnyűsúlyú kétpárevezős             |
| Bronz | Anne-Lise Bardet | Kajak-kenu    | Női szlalom kajak egyes                    |
| Bronz | Jeannie Longo-Ciprelli | Kerékpározás  | Női egyéni időfutam                        |
| Bronz | Jérôme Thomas | Ökölvívás     | Légsúly                                    |
| Bronz | Virginie Dedieu Myriam Lignot | Szinkronúszás | Páros                                      |
| Bronz | Pascal Gentil | Taekwondo     | Férfi nehézsúly                            |
| Bronz | Arnaud Di | Tenisz        | Férfi egyes                                |
| Bronz | Laura Flessel-Colovic | Vívás         | Női párbajtőr, egyéni                      |

## Asztalitenisz
Férfi
| Versenyző                          | Versenyszám | Selejtező         | Csoportkör | Csoportkör | 32-es főtábla                                         | Nyolcaddöntő                                                                       | Negyeddöntő                                                                         | Elődöntő                                                               | Döntő                                                                                     | Helyezés |
| Versenyző                          | Versenyszám | Ellenfél Eredmény | Ellenfél Eredmény | Hely.      | Ellenfél Eredmény                                     | Ellenfél Eredmény                                                                  | Ellenfél Eredmény                                                                   | Ellenfél Eredmény                                                      | Ellenfél Eredmény                                                                         | Helyezés |
| ---------------------------------- | ----------- | ----------------- | --- | ---------- | ----------------------------------------------------- | ---------------------------------------------------------------------------------- | ----------------------------------------------------------------------------------- | ---------------------------------------------------------------------- | ----------------------------------------------------------------------------------------- | -------- |
| Christophe Legoût                  | Egyes       |                   | erőnyerő | erőnyerő   | Ju Szungmin (KOR) · 21–15, 21–23, 10–21, 25–23, 21–17 | Uladzimir Szamszonav (BLR) · 11–21, 17–21, 12–21                                   | kiesett                                                                             | kiesett                                                                | kiesett                                                                                   | 9.       |
| Damien Éloi                        | Egyes       |                   | erőnyerő | erőnyerő   | I Csholszung (KOR) · 21–14, 11–21, 21–6, 22–20        | Liu Guoliang (CHN) · 21–19, 21–13, 20–22, 9–21, 13–21                              | kiesett                                                                             | kiesett                                                                | kiesett                                                                                   | 9.       |
| Jean-Philippe Gatien               | Egyes       |                   | erőnyerő | erőnyerő   | Lucjan Błaszczyk (POL) · 5–21, 17–21, 13–21           | kiesett                                                                            | kiesett                                                                             | kiesett                                                                | kiesett                                                                                   | 17.      |
| Jean-Philippe Gatien Patrick Chila | Páros       | erőnyerő          | erőnyerő | erőnyerő   |                                                       | Svédország (SWE) · Fredrik Håkansson · Peter Karlsson · 21–17, 10–21, 21–11, 21–18 | Ausztria (AUT) · Karl Jindrak · Werner Schlager · 15–21, 19–21, 21–19, 21–17, 22–20 | Kína (CHN) · Kung Ling-huj · Liu Guoliang · 12–21, 24–22, 10–21, 10–21 | Bronzmérkőzés · Dél-Korea (KOR) · I Csholszung · Ju Szungmin · 22–20, 21–23, 21–19, 21–10 |          |
| Christophe Legoût Damien Éloi      | Páros       | erőnyerő          | A csoport · Kanada (CAN) · Johnny Huang · Kurt Liu · 11–21, 22–20, 21–14 · Argentína (ARG) · Song Liu · Pablo Tabachnik · 21–15, 21–10 | 1.         |                                                       | Svédország (SWE) · Jan-Ove Waldner · Jörgen Persson · 21–18, 23–21, 21–18          | Kína (CHN) · Vang Li-csin · Yan Sen · 6–21, 13–21, 19–21                            | kiesett                                                                | kiesett                                                                                   | 5.       |

Női
| Versenyző    | Versenyszám | Csoportkör                                                                                             | Csoportkör | 32-es főtábla                             | Nyolcaddöntő      | Negyeddöntő       | Elődöntő          | Döntő             | Helyezés |
| Versenyző    | Versenyszám | Ellenfél Eredmény                                                                                      | Hely.      | Ellenfél Eredmény                         | Ellenfél Eredmény | Ellenfél Eredmény | Ellenfél Eredmény | Ellenfél Eredmény | Helyezés |
| ------------ | ----------- | --- | ---------- | ----------------------------------------- | ----------------- | ----------------- | ----------------- | ----------------- | -------- |
| Anne Boileau | Egyes       | L csoport · Poulomi Ghatak (IND) · 21–12, 21–9, 21–9 · Veranyika Pavlavics (BLR) · 21–15, 21–15, 22–20 | 1.         | Mihaela Şteff (ROU) · 15–21, 12–21, 18–21 | kiesett           | kiesett           | kiesett           | kiesett           | 17.      |

## Atlétika
Férfi
| Versenyző                                                                               | Versenyszám     | Előfutam | Előfutam | Előfutam | Negyeddöntő | Negyeddöntő | Negyeddöntő | Elődöntő | Elődöntő | Elődöntő | Döntő         | Döntő         |
| Versenyző                                                                               | Versenyszám     | Idő      | Hely.    | Össz.    | Idő         | Hely.       | Össz.       | Idő      | Hely.    | Össz.    | Idő           | Helyezés      |
| --------------------------------------------------------------------------------------- | --------------- | -------- | -------- | -------- | ----------- | ----------- | ----------- | -------- | -------- | -------- | ------------- | ------------- |
| David Patros                                                                            | 100 m           | 10,38    | 5.       | 26.**    | 10,33       | 6.          | 24.         | kiesett  | kiesett  | kiesett  | kiesett       | kiesett       |
| Ibrahima Wade                                                                           | 400 m           | 45,72    | 3.       | 18.*     | 45,61       | 4.          | 21.         | kiesett  | kiesett  | kiesett  | kiesett       | kiesett       |
| Marc Raquil                                                                             | 400 m           | 45,72    | 3.       | 18.*     | 45,56       | 5.          | 19.         | kiesett  | kiesett  | kiesett  | kiesett       | kiesett       |
| Mehdi Baala                                                                             | 1500 m          | 3:40,35  | 1.       | 21.      |             |             |             | 3:38,15  | 4.       | 4.       | 3:34,14       | 4.            |
| Driss Maazouzi                                                                          | 1500 m          | 3:38,88  | 6.       | 8.       |             |             |             | 3:40,23  | 5.       | 14.      | 3:45,46       | 11.           |
| Mustapha Essaïd                                                                         | 5000 m          | 13:40,82 | 13.      | 22.      |             |             |             |          |          |          | kiesett       | kiesett       |
| Mohamed Ouaadi                                                                          | Maraton         |          |          |          |             |             |             |          |          |          | 2:14:04       | 8.            |
| Abdellah Béhar                                                                          | Maraton         |          |          |          |             |             |             |          |          |          | nem ért célba | nem ért célba |
| Jean-Marc Grava                                                                         | 110 m gát       | 14,01    | 4.       | 28.*     | 14,47       | 8.          | 33.         | kiesett  | kiesett  | kiesett  | kiesett       | kiesett       |
| Gaël Pencréach                                                                          | 3000 m akadály  | 8:25,35  | 6.       | 14.      |             |             |             |          |          |          | 8:41,19       | 14.           |
| Bob Tahri                                                                               | 3000 m akadály  | 8:34,69  | 6.       | 22.      |             |             |             |          |          |          | kiesett       | kiesett       |
| Frédéric Krantz David Patros Christophe Cheval Needy Guims Jérôme Éyana                 | 4 × 100 m váltó | 39,00    | 1.       | 10.      |             |             |             | 38,64    | 3.       | 7.       | 38,49         | 5.            |
| Emmanuel Front Marc Foucan Ibrahima Wade Marc Raquil Pierre-Marie Hilaire Bruno Wavelet | 4 × 400 m váltó | 3:04,45  | 3.       | 10.      |             |             |             | 3:00,64  | 3.       | 3.       | 3:01,02       | 4.            |
| Anthony Gillet                                                                          | 20 km gyaloglás |          |          |          |             |             |             |          |          |          | 1:27:36       | 33.           |
| Denis Langlois                                                                          | 50 km gyaloglás |          |          |          |             |             |             |          |          |          | 3:52:56       | 14.           |
| Sylvain Caudron                                                                         | 50 km gyaloglás |          |          |          |             |             |             |          |          |          | 4:03:22       | 29.           |
| René Piller                                                                             | 50 km gyaloglás |          |          |          |             |             |             |          |          |          | nem ért célba | nem ért célba |

| Versenyző         | Versenyszám   | Selejtező | Selejtező | Döntő    | Döntő    |
| Versenyző         | Versenyszám   | Eredmény  | Helyezés  | Eredmény | Helyezés |
| ----------------- | ------------- | --------- | --------- | -------- | -------- |
| Jean Galfione     | Rúdugrás      | 555 cm    | 16.***    | kiesett  | kiesett  |
| Romain Mesnil     | Rúdugrás      | 540 cm    | 30.*      | kiesett  | kiesett  |
| Cheikh Touré      | Távolugrás    | 787 cm    | 20.       | kiesett  | kiesett  |
| Ronald Servius    | Távolugrás    | 766 cm    | 28.       | kiesett  | kiesett  |
| Colomba Fofana    | Hármasugrás   | 14,59 m   | 36.       | kiesett  | kiesett  |
| David Chaussinand | Kalapácsvetés | 77,12 m   | 7.        | 75,26 m  | 11.      |
| Gilles Dupray     | Kalapácsvetés | 75,05 m   | 19.       | kiesett  | kiesett  |
| Christophe Épalle | Kalapácsvetés | 74,22 m   | 23.       | kiesett  | kiesett  |

| Versenyző         | Versenyszám | 100 m | 100 m | Távolugrás | Távolugrás | Súlylökés | Súlylökés | Magasugrás       | Magasugrás       | 400 m         | 400 m         | 110 m gát     | 110 m gát     | Diszkoszvetés | Diszkoszvetés | Rúdugrás      | Rúdugrás      | Gerelyhajítás | Gerelyhajítás | 1500 m        | 1500 m        | Végeredmény   | Végeredmény   |
| Versenyző         | Versenyszám | Idő   | Pont  | Eredmény   | Pont       | Eredmény  | Pont      | Eredmény         | Pont             | Idő           | Pont          | Idő           | Pont          | Eredmény      | Pont          | Eredmény      | Pont          | Eredmény      | Pont          | Idő           | Pont          | Pont          | Helyezés      |
| ----------------- | ----------- | ----- | ----- | ---------- | ---------- | --------- | --------- | ---------------- | ---------------- | ------------- | ------------- | ------------- | ------------- | ------------- | ------------- | ------------- | ------------- | ------------- | ------------- | ------------- | ------------- | ------------- | ------------- |
| Laurent Hernu     | Tízpróba    | 11,19 | 819   | 714 cm     | 847        | 13,54 m   | 700       | 206 cm           | 859              | 50,63         | 786           | 14,51         | 910           | 41,78 m       | 701           | 500 cm        | 910           | 56,34 m       | 683           | 4:37,82       | 694           | 7909          | 19.           |
| Wilfrid Boulineau | Tízpróba    | 11,07 | 845   | 708 cm     | 833        | 13,38 m   | 690       | 203 cm           | 831              | 49,82         | 823           | 15,02         | 847           | 39,86 m       | 662           | 480 cm        | 849           | 59,69 m       | 733           | 4:35,59       | 708           | 7821          | 20.           |
| Sébastien Levicq  | Tízpróba    | 11,48 | 757   | 657 cm     | 713        | 13,53 m   | 700       | nem állt rajthoz | nem állt rajthoz | nem ért célba | nem ért célba | nem ért célba | nem ért célba | nem ért célba | nem ért célba | nem ért célba | nem ért célba | nem ért célba | nem ért célba | nem ért célba | nem ért célba | nem ért célba | nem ért célba |

Női
| Versenyző                                                                        | Versenyszám     | Előfutam | Előfutam | Előfutam | Negyeddöntő | Negyeddöntő | Negyeddöntő | Elődöntő | Elődöntő | Elődöntő | Döntő   | Döntő    |
| Versenyző                                                                        | Versenyszám     | Idő      | Hely.    | Össz.    | Idő         | Hely.       | Össz.       | Idő      | Hely.    | Össz.    | Idő     | Helyezés |
| -------------------------------------------------------------------------------- | --------------- | -------- | -------- | -------- | ----------- | ----------- | ----------- | -------- | -------- | -------- | ------- | -------- |
| Christine Arron                                                                  | 100 m           | 11,42    | 1.       | 22.*     | 11,26       | 4.          | 13.**       | 11,42    | 7.       | 13.      | kiesett | kiesett  |
| Sandra Citté                                                                     | 100 m           | 11,47    | 1.       | 25.*     | 11,63       | 8.          | 28.         | kiesett  | kiesett  | kiesett  | kiesett | kiesett  |
| Muriel Hurtis-Houairi                                                            | 200 m           | 23,04    | 2.       | 9.       | 22,98       | 4.          | 12.*        | 23,13    | 7.       | 11.      | kiesett | kiesett  |
| Yamna Belkacem                                                                   | 5000 m          | 16:08,49 | 12.      | 39.      |             |             |             |          |          |          | kiesett | kiesett  |
| Fatima Yvelain                                                                   | 10 000 m        | 33:44,48 | 14.      | 28.      |             |             |             |          |          |          | kiesett | kiesett  |
| Nicole Ramalalanirina                                                            | 100 m gát       | 12,90    | 2.       | 8.       | 12,79       | 3.          | 5.          | 12,77    | 1.       | 4.       | 12,91   | 6.       |
| Linda Ferga-Khodadin                                                             | 100 m gát       | 12,89    | 2.       | 7.       | 12,88       | 2.          | 8.*         | 12,87    | 3.       | 6.       | 13,11   | 7.       |
| Patricia Girard-Léno                                                             | 100 m gát       | 13,11    | 4.       | 18.*     | 13,43       | 6.          | 21.         | kiesett  | kiesett  | kiesett  | kiesett | kiesett  |
| Linda Ferga-Khodadin Muriel Hurtis-Houairi Fabé Dia Christine Arron Sandra Citté | 4 × 100 m váltó | 43,23    | 1.       | 7.       |             |             |             | 42,42    | 2.       | 2.*      | 42,42   | 4.       |
| Nora Leksir                                                                      | 20 km gyaloglás |          |          |          |             |             |             |          |          |          | 1:35:29 | 22.      |
| Fatiha Ouali                                                                     | 20 km gyaloglás |          |          |          |             |             |             |          |          |          | 1:35:35 | 23.      |

| Versenyző                 | Versenyszám   | Selejtező | Selejtező | Döntő    | Döntő    |
| Versenyző                 | Versenyszám   | Eredmény  | Helyezés  | Eredmény | Helyezés |
| ------------------------- | ------------- | --------- | --------- | -------- | -------- |
| Caroline Ammel            | Rúdugrás      | 415 cm    | 17.       | kiesett  | kiesett  |
| Marie Poissonnier         | Rúdugrás      | 415 cm    | 18.*      | kiesett  | kiesett  |
| Laurence Manfrédi         | Súlylökés     | 16,57 m   | 20.       | kiesett  | kiesett  |
| Mélina Robert-Michon      | Diszkoszvetés | 54,11 m   | 29.       | kiesett  | kiesett  |
| Manuéla Montebrun         | Kalapácsvetés | 57,77 m   | 24.       | kiesett  | kiesett  |
| Nadine Auzeil-Schoellkopf | Gerelyhajítás | 53,85 m   | 29.       | kiesett  | kiesett  |

| Versenyző      | Versenyszám | 100 m gát | 100 m gát | Magasugrás | Magasugrás | Súlylökés | Súlylökés | 200 m | 200 m | Távolugrás | Távolugrás | Gerelyhajítás    | Gerelyhajítás    | 800 m         | 800 m         | Végeredmény   | Végeredmény   |
| Versenyző      | Versenyszám | Idő       | Pont      | Eredmény   | Pont       | Eredmény  | Pont      | Idő   | Pont  | Eredmény   | Pont       | Eredmény         | Pont             | Idő           | Pont          | Pont          | Helyezés      |
| -------------- | ----------- | --------- | --------- | ---------- | ---------- | --------- | --------- | ----- | ----- | ---------- | ---------- | ---------------- | ---------------- | ------------- | ------------- | ------------- | ------------- |
| Nathalie Teppe | Hétpróba    | 14,02     | 976       | 172 cm     | 879        | 13,44 m   | 757       | 26,39 | 763   | 594 cm     | 831        | 46,98 m          | 802              | 2:18,56       | 843           | 5851          | 19.           |
| Eunice Barber  | Hétpróba    | 12,97     | 1129      | 184 cm     | 1029       | 11,27 m   | 613       | 24,47 | 936   | 593 cm     | 828        | nem állt rajthoz | nem állt rajthoz | nem ért célba | nem ért célba | nem ért célba | nem ért célba |

* - egy másik versenyzővel azonos eredményt ért el

** - két másik versenyzővel azonos eredményt ért el

*** - három másik versenyzővel azonos eredményt ért el

## Birkózás
Kötöttfogású
| Versenyző      | Versenyszám | Csoportkör                                                                      | Csoportkör | Negyeddöntő       | Elődöntő          | Bronz- mérkőzés   | Döntő             | Helyezés |
| Versenyző      | Versenyszám | Ellenfél Eredmény                                                               | Hely.      | Ellenfél Eredmény | Ellenfél Eredmény | Ellenfél Eredmény | Ellenfél Eredmény | Helyezés |
| -------------- | ----------- | ------------------------------------------------------------------------------- | ---------- | ----------------- | ----------------- | ----------------- | ----------------- | -------- |
| Djamel Ainaoui | 58 kg       | 4. csoport · Sheng Zetian (CHN) · 0-1 · Olekszandr Sztepanyan (UKR) · 7-6       | 2.         | kiesett           | kiesett           | kiesett           | kiesett           | 12.      |
| Ghani Yalouz   | 69 kg       | 4. csoport · Valeri Nikitin (EST) · 8-11 · Hirbik Csaba (HUN) · 5-4             | 2.         | kiesett           | kiesett           | kiesett           | kiesett           | 11.      |
| Yvon Riemer    | 76 kg       | 2. csoport · Marko Yli-Hannuksela (FIN) · 1-4 · Baktijar Bajszeitov (KAZ) · 2-4 | 3.         | kiesett           | kiesett           | kiesett           | kiesett           | 15.      |

## Cselgáncs
Férfi
| Versenyző             | Versenyszám  | Selejtező                      | 32-es főtábla                                 | Nyolcaddöntő                              | Negyeddöntő                           | Elődöntő                              | Vigaszág első kör                | Vigaszág negyeddöntő                 | Vigaszág elődöntő                    | Bronz- mérkőzés                   | Döntő                              | Helyezés    |
| Versenyző             | Versenyszám  | Ellenfél Eredmény              | Ellenfél Eredmény                             | Ellenfél Eredmény                         | Ellenfél Eredmény                     | Ellenfél Eredmény                     | Ellenfél Eredmény                | Ellenfél Eredmény                    | Ellenfél Eredmény                    | Ellenfél Eredmény                 | Ellenfél Eredmény                  | Helyezés    |
| --------------------- | ------------ | ------------------------------ | --------------------------------------------- | ----------------------------------------- | ------------------------------------- | ------------------------------------- | -------------------------------- | ------------------------------------ | ------------------------------------ | --------------------------------- | ---------------------------------- | ----------- |
| Eric Despezelle       | Légsúly      | erőnyerő                       | Abdel Ouahed Idrissi Chorfi (MAR) · 0200-0000 | Gheorghe Kurgheleasvili (MDA) · 0000-0000 | kiesett                               | kiesett                               |                                  |                                      |                                      |                                   |                                    | helyezetlen |
| Larbi Ben Boudaoud    | Harmatsúly   | Han Dzsihvan (KOR) · 1010-0000 | Jorge Quintanal (GUA) · 1000-0000             | David Somerville (GBR) · 0040-0001        | Kiyoshi Uematsu (ESP) · 1010-0000     | Girolamo Giovinazzo (ITA) · 1000-0000 |                                  |                                      |                                      |                                   | Hüseyin Özkan (TUR) · 0002-1000    |             |
| Ferrid Kheder         | Könnyűsúly   | erőnyerő                       | Anatol Larukov (BLR) · 0010-1000              |                                           |                                       |                                       | Germán Velasco (PER) · 0001-0001 | Hennagyij Bilogyid (UKR) · 1011-0110 | Vsevolods Zeļonijs (LAT) · 0100-1110 | kiesett                           |                                    | 7.          |
| Djamel Bouras         | Váltósúly    | erőnyerő                       | Maarten Arens (NED) · 1001-0001               | Gabriel Arteaga (CUB) · 1001-0001         | Kvak Okcshol (PRK) · 1000-0001        | Takimoto Makoto (JPN) · 0001-0100     |                                  |                                      |                                      | Aleksei Budõlin (EST) · 0010-0013 |                                    | 5.          |
| Frédéric Demontfaucon | Középsúly    |                                | Ruszlan Masurenko (UKR) · 0110-0010           | Carlos Santiago (PUR) · 0020-0001         | Eduardo Costa (ARG) · 1000-0000       | Carlos Honorato (BRA) · 0001-0131     |                                  |                                      |                                      | Rəsul Səlimov (AZE) · 1002-0000   |                                    |             |
| Stéphane Traineau     | Félnehézsúly | erőnyerő                       | Jurij Sztyopkin (RUS) · 1011-0000             | Számi Belgrúni (ALG) · 0200-0000          | Ato Hand (USA) · 1001-0000            | Nicolas Gill (CAN) · 0010-0012        |                                  |                                      |                                      | Arik Zeevi (ISR) · 1000-0000      |                                    |             |
| David Douillet        | Nehézsúly    | erőnyerő                       | Douglas Cardozo (VEN) · mérkőzés nélkül       | Selim Tataroğlu (TUR) · 1010-0001         | Harry Van Barneveld (BEL) · 1000-0010 | Indrek Pertelson (EST) · 1001-0000    |                                  |                                      |                                      |                                   | Sinohara Sinicsi (JPN) · 0020-0010 |             |

Női
| Versenyző            | Versenyszám  | Selejtező                             | Nyolcaddöntő                        | Negyeddöntő                     | Elődöntő                            | Vigaszág első kör                 | Vigaszág negyeddöntő               | Vigaszág elődöntő                  | Bronz- mérkőzés                   | Döntő                        | Helyezés    |
| Versenyző            | Versenyszám  | Ellenfél Eredmény                     | Ellenfél Eredmény                   | Ellenfél Eredmény               | Ellenfél Eredmény                   | Ellenfél Eredmény                 | Ellenfél Eredmény                  | Ellenfél Eredmény                  | Ellenfél Eredmény                 | Ellenfél Eredmény            | Helyezés    |
| -------------------- | ------------ | ------------------------------------- | ----------------------------------- | ------------------------------- | ----------------------------------- | --------------------------------- | ---------------------------------- | ---------------------------------- | --------------------------------- | ---------------------------- | ----------- |
| Sarah Nichilo-Rosso  | Légsúly      | Csha Hjonhjang (PRK) · 0000-1000      |                                     |                                 |                                     | Galina Atayeva (TKM) · 1000-0000  | Vanesa Arenas (ESP) · 1001-0000    | Zhao Shunxin (CHN) · 0100-1000     | kiesett                           |                              | 7.          |
| Laetitia Tignola     | Harmatsúly   | Judith Esseng Abolo (CMR) · 1000-0000 | Rebecca Sullivan (AUS) · 0010-0010  | kiesett                         | kiesett                             |                                   |                                    |                                    |                                   |                              | helyezetlen |
| Barbara Harel        | Könnyűsúly   | Laurie Pace (MLT) · 1000-0000         | Driulys González (CUB) · 0000-1000  |                                 |                                     | Marisabel Lomba (BEL) · 1001-0110 | Cinzia Cavazzuti (ITA) · 0001-0011 | kiesett                            | kiesett                           |                              | 7.          |
| Séverine Vandenhende | Váltósúly    | Csong Szongszuk (KOR) · 1001-0011     | Sophie Roberge (CAN) · 1001-0001    | Celita Schutz (USA) · 1011-0000 | Anja von Rekowski (GER) · 0201-0000 |                                   |                                    |                                    |                                   | Li Shufang (CHN) · 0010-0001 |             |
| Karine Rambault      | Középsúly    | erőnyerő                              | Yvonne Wansart (GER) · 0000-1010    | kiesett                         | kiesett                             |                                   |                                    |                                    |                                   |                              | helyezetlen |
| Céline Lebrun        | Félnehézsúly | erőnyerő                              | Esther San Miguel (ESP) · 1000-0000 | I Szojon (KOR) · 0000-0000      | Diadenys Luna (CUB) · 0000-0000     |                                   |                                    |                                    |                                   | Tang Lin (CHN) · 0010-0010   |             |
| Christine Cicot      | Nehézsúly    | erőnyerő                              | Karina Bryant (GBR) · 0010-0002     | Sandra Köppen (GER) · 0001-1001 |                                     |                                   | Heba Hefny (EGY) · 0200-0000       | Priscila Marques (BRA) · 0111-0001 | Jamasita Majumi (JPN) · 0001-1001 |                              | 5.          |

## Evezés
Férfi
| Versenyző                                                              | Versenyszám                          | Előfutam | Előfutam | Vigaszág | Vigaszág | Elődöntő | Elődöntő | Elődöntő | Döntő | Döntő   | Döntő | Helyezés |
| Versenyző                                                              | Versenyszám                          | Idő      | Hely.    | Idő      | Hely.    | Típus    | Idő      | Hely.    | Típus | Idő     | Hely. | Helyezés |
| ---------------------------------------------------------------------- | ------------------------------------ | -------- | -------- | -------- | -------- | -------- | -------- | -------- | ----- | ------- | ----- | -------- |
| Frédéric Kowal Adrien Hardy                                            | Kétpárevezős                         | 6:32,69  | 3.       | 6:31,28  | 2.       | A/B      | 6:32,09  | 4.       | B     | 6:20,72 | 1.    | 7.       |
| Michel Andrieux Jean-Christophe Rolland                                | Kormányos nélküli kettes             | 6:44,80  | 1.       |          |          | A/B      | 6:30,96  | 1.       | A     | 6:32,97 | 1.    |          |
| Yvan Deslavière Guillaume Jeannet Sébastien Vielledent Samuel Barathay | Négypárevezős                        | 5:54,85  | 3.       |          |          | A/B      | 5:54,68  | 4.       | B     | 5:55,41 | 4.    | 10.      |
| Daniel Fauché Antoine Béghin Laurent Béghin Gilles Bosquet             | Kormányos nélküli négyes             | 6:08,57  | 1.       |          |          | A/B      | 6:07,77  | 4.       | B     | 6:01,29 | 1.    | 7.       |
| Pascal Touron Thibaud Chapelle                                         | Könnyűsúlyú kétpárevezős             | 6:32,73  | 1.       |          |          | A/B      | 6:21,32  | 1.       | A     | 6:24,85 | 3.    |          |
| Laurent Porchier Jean-Christophe Bette Yves Hocdé Xavier Dorfmann      | Könnyűsúlyú kormányos nélküli négyes | 6:09,32  | 1.       |          |          | A/B      | 6:00,85  | 2.       | A     | 6:01,68 | 1.    |          |

Női
| Versenyző                                    | Versenyszám              | Előfutam | Előfutam | Vigaszág | Vigaszág | Elődöntő | Elődöntő | Elődöntő | Döntő | Döntő   | Döntő | Helyezés |
| Versenyző                                    | Versenyszám              | Idő      | Hely.    | Idő      | Hely.    | Típus    | Idő      | Hely.    | Típus | Idő     | Hely. | Helyezés |
| -------------------------------------------- | ------------------------ | -------- | -------- | -------- | -------- | -------- | -------- | -------- | ----- | ------- | ----- | -------- |
| Sophie Balmary                               | Egypárevezős             | 7:45,12  | 3.       | 7:51,87  | 2.       | A/B      | 7:47,16  | 5.       |       |         |       | 9.       |
| Céline Garcia Gaëlle Buniet                  | Kétpárevezős             | 7:15,39  | 3.       | 7:10,98  | 3.       |          |          |          | B     | 7:04,73 | 2.    | 8.       |
| Benedicte Luzuy Christelle Fernandez-Schulte | Könnyűsúlyú kétpárevezős | 7:16,53  | 2.       | 7:11,46  | 2.       | A/B      | 7:09,32  | 4.       | B     | 7:10,70 | 1.    | 7.       |

## Íjászat
Férfi
| Versenyző                                        | Versenyszám | Selejtező | Selejtező | 64-es főtábla                          | 32-es főtábla                          | Nyolcaddöntő                                                                          | Negyeddöntő                            | Elődöntő          | Döntő             | Helyezés |
| Versenyző                                        | Versenyszám | Pont      | Kiemelt   | Ellenfél Eredmény                      | Ellenfél Eredmény                      | Ellenfél Eredmény                                                                     | Ellenfél Eredmény                      | Ellenfél Eredmény | Ellenfél Eredmény | Helyezés |
| ------------------------------------------------ | ----------- | --------- | --------- | -------------------------------------- | -------------------------------------- | ------------------------------------------------------------------------------------- | -------------------------------------- | ----------------- | ----------------- | -------- |
| Sébastien Flûte                                  | Egyéni      | 603       | 52.       | Serdar Şatir (TUR) (13.) · 160-156     | Bård Nesteng (NOR) (45.) · 160-148     | Fred van Zutphen (NED) (29.) · 166-159                                                | Wietse van Alten (NED) (12.) · 102-106 | kiesett           | kiesett           | 8.       |
| Jocelyn de Grandis                               | Egyéni      | 632       | 25.       | Jurij Leontyjev (RUS) (40.) · 171-163  | Simon Fairweather (AUS) (8.) · 150-161 | kiesett                                                                               | kiesett                                | kiesett           | kiesett           | 29.      |
| Lionel Torrés                                    | Egyéni      | 639       | 11.       | Christian Stubbe (GER) (54.) · 161-163 | kiesett                                | kiesett                                                                               | kiesett                                | kiesett           | kiesett           | 37.      |
| Lionel Torrés Jocelyn de Grandis Sébastien Flûte | Csapat      | 639       | 11.       |                                        |                                        | Olaszország (ITA) · Matteo Bisiani · Michele Frangilli · Ilario Di Buò (6.) · 239-250 | kiesett                                | kiesett           | kiesett           | 11.      |

Női
| Versenyző        | Versenyszám | Selejtező | Selejtező | 64-es főtábla                         | 32-es főtábla     | Nyolcaddöntő      | Negyeddöntő       | Elődöntő          | Döntő             | Helyezés |
| Versenyző        | Versenyszám | Pont      | Kiemelt   | Ellenfél Eredmény                     | Ellenfél Eredmény | Ellenfél Eredmény | Ellenfél Eredmény | Ellenfél Eredmény | Ellenfél Eredmény | Helyezés |
| ---------------- | ----------- | --------- | --------- | ------------------------------------- | ----------------- | ----------------- | ----------------- | ----------------- | ----------------- | -------- |
| Sylvie Pissis    | Egyéni      | 625       | 35.       | Wen Chia-Ling (TPE) (30.) · 149-151   | kiesett           | kiesett           | kiesett           | kiesett           | kiesett           | 48.      |
| Alexandra Fouace | Egyéni      | 619       | 42.       | Barbara Mensing (GER) (23.) · 149-157 | kiesett           | kiesett           | kiesett           | kiesett           | kiesett           | 49.      |

## Kajak-kenu

### Síkvízi
Férfi
| Versenyző                                                       | Versenyszám         | Előfutam | Előfutam | Előfutam | Elődöntő | Elődöntő | Elődöntő | Döntő    | Döntő    |
| Versenyző                                                       | Versenyszám         | Idő      | Hely.    | Össz.    | Idő      | Hely.    | Össz.    | Idő      | Helyezés |
| --------------------------------------------------------------- | ------------------- | -------- | -------- | -------- | -------- | -------- | -------- | -------- | -------- |
| Pierre Lubac                                                    | Kajak egyes 1000 m  | 3:36,573 | 2.       | 5.       | 3:38,155 | 2.       | 5.       | 3:37,931 | 7.       |
| Bâbak Amir-Tahmasseb Philippe Aubertin                          | Kajak kettes 500 m  | 1:32,902 | 3.       | 10.      | 1:32,597 | 3.       | 8.       | 1:48,921 | 4.       |
| Bâbak Amir-Tahmasseb Philippe Aubertin                          | Kajak kettes 1000 m | 3:14,835 | 3.       | 4.       |          |          |          | 3:17,635 | 5.       |
| Frédéric Gauthier Maxime Boccon Pierre Lubac Stéphane Gourichon | Kajak négyes 1000 m | 3:05,806 | 7.       | 12.      | 3:03,703 | 5.       | 5.       | kiesett  | kiesett  |
| Éric le Leuch                                                   | Kenu egyes 500 m    | 1:53,934 | 7.       | 12.      | 1:56,907 | 9.       | 9.       | kiesett  | kiesett  |
| Éric le Leuch                                                   | Kenu egyes 1000 m   | 3:55,726 | 4.       | 6.       | 4:02,038 | 3.       | 3.       | 3:57,217 | 4.       |

### Szlalom
| Versenyző                      | Versenyszám       | Selejtező | Selejtező | Selejtező | Selejtező | Selejtező  | Selejtező  | Döntő    | Döntő    | Döntő    | Döntő    | Döntő      | Döntő      |
| Versenyző                      | Versenyszám       | 1. futam  | 1. futam  | 2. futam  | 2. futam  | Összesítés | Összesítés | 1. futam | 1. futam | 2. futam | 2. futam | Összesítés | Összesítés |
| Versenyző                      | Versenyszám       | Pont      | Hely.     | Pont      | Hely.     | Pont       | Hely.      | Pont     | Hely.    | Pont     | Hely.    | Pont       | Helyezés   |
| ------------------------------ | ----------------- | --------- | --------- | --------- | --------- | ---------- | ---------- | -------- | -------- | -------- | -------- | ---------- | ---------- |
| Laurent Burtz                  | Férfi kajak egyes | 128,15    | 5.        | 129,32    | 11.       | 257,47     | 8.         | 112,64   | 5.       | 114,99   | 11.      | 227,63     | 8.         |
| Tony Estanguet                 | Férfi kenu egyes  | 132,39    | 3.        | 131,02    | 1.        | 263,41     | 2.         | 115,25   | 1.       | 116,62   | 3.       | 231,87     |            |
| Emmanuel Brugvin               | Férfi kenu egyes  | 132,74    | 4.        | 136,55    | 6.        | 269,29     | 6.         | 118,69   | 3.       | 119,73   | 5.       | 238,42     | 4.         |
| Franck Adisson Wilfrid Forgues | Férfi kenu kettes | 134,96    | 3.        | 135,54    | 1.        | 270,50     | 2.         | 119,28   | 1.       | 171,63   | 7.       | 290,91     | 7.         |
| Brigitte Guibal                | Női kajak egyes   | 147,67    | 4.        | 144,95    | 5.        | 292,62     | 4.         | 124,98   | 1.       | 126,90   | 3.       | 251,88     |            |
| Anne-Lise Bardet               | Női kajak egyes   | 154,90    | 10.       | 154,18    | 13.       | 309,08     | 11.        | 125,77   | 3.       | 129,00   | 4.       | 254,77     |            |

## Kerékpározás

### Hegyi-kerékpározás
| Versenyző          | Versenyszám        | Idő                    | Helyezés      |
| ------------------ | ------------------ | ---------------------- | ------------- |
| Miguel Martinez    | Férfi terepverseny | 2:09:02,50             |               |
| Ludovic Dubau      | Férfi terepverseny | 2:16:48,56 (+7:46,06)  | 18.           |
| Christophe Dupouey | Férfi terepverseny | nem ért célba          | nem ért célba |
| Laurence Leboucher | Női terepverseny   | 2:00:38,89 (+11:14,51) | 18.           |
| Sophie Villeneuve  | Női terepverseny   | 2:02:31,71 (+13:07,33) | 23.           |

### Országúti kerékpározás
Férfi
| Versenyző          | Versenyszám   | Idő                     | Helyezés      |
| ------------------ | ------------- | ----------------------- | ------------- |
| Laurent Jalabert   | Időfutam      | 0:58:44,455 (+1:04,035) | 5.            |
| Laurent Jalabert   | Mezőnyverseny | 5:30:34 (+1:26)         | 5.            |
| Laurent Brochard   | Mezőnyverseny | 5:30:46 (+1:38)         | 45.           |
| Richard Virenque   | Mezőnyverseny | 5:30:46 (+1:38)         | 63.           |
| Christophe Capelle | Mezőnyverseny | nem ért célba           | nem ért célba |
| Christophe Moreau  | Mezőnyverseny | 5:30:46 (+1:38)         | 62.           |
| Christophe Moreau  | Időfutam      | 0:59:37,062 (+1:56,642) | 13.           |

Női
| Versenyző              | Versenyszám   | Idő                     | Helyezés |
| ---------------------- | ------------- | ----------------------- | -------- |
| Jeannie Longo-Ciprelli | Időfutam      | 0:42:52,547 (+0:51,766) |          |
| Jeannie Longo-Ciprelli | Mezőnyverseny | 3:06:37 (+0:06)         | 26.      |
| Magali le Floc'h       | Mezőnyverseny | 3:06:31 (+0:00)         | 6.       |
| Catherine Marsal       | Mezőnyverseny | 3:11:04 (+4:33)         | 39.      |
| Catherine Marsal       | Időfutam      | 0:44:27,135 (+2:26,354) | 13.      |

### Pálya-kerékpározás
Sprintversenyek
| Versenyző                                     | Versenyszám  | Selejtező | Selejtező | 1. forduló                                                                | Vigaszág               | Vigaszág | 2. forduló                   | Vigaszág               | Vigaszág | 9–12. helyért          | 9–12. helyért | Negyeddöntő                                    | 5–8. helyért           | 5–8. helyért | Elődöntő                                        | Döntő                                                                     | Helyezés |
| Versenyző                                     | Versenyszám  | Idő       | Hely.     | Ellenfél Győztes idő                                                      | Ellenfelek Győztes idő | Hely.    | Ellenfél Győztes idő         | Ellenfelek Győztes idő | Hely.    | Ellenfelek Győztes idő | Hely.         | Ellenfél Győztes idő                           | Ellenfelek Győztes idő | Hely.        | Ellenfél Győztes idő                            | Ellenfél Győztes idő                                                      | Helyezés |
| --------------------------------------------- | ------------ | --------- | --------- | ------------------------------------------------------------------------- | ---------------------- | -------- | ---------------------------- | ---------------------- | -------- | ---------------------- | ------------- | ---------------------------------------------- | ---------------------- | ------------ | ----------------------------------------------- | ------------------------------------------------------------------------- | -------- |
| Florian Rousseau                              | Férfi egyéni | 10,277    | 3.        | Nikólaosz Angelídisz (GRE) · 10,865                                       |                        |          | Chelly Arrue (USA) · 10,906  |                        |          |                        |               | José Antonio Villanueva (ESP) · 10,744; 10,781 |                        |              | Laurent Gané (FRA) · 10,822; 10,877; 11,536     | Marty Nothstein (USA) · 10,874; 11,066                                    |          |
| Laurent Gané                                  | Férfi egyéni | 10,243    | 2.        | Julio César Herrera (CUB) · 11,054                                        |                        |          | Craig MacLean (GBR) · 11,049 |                        |          |                        |               | Sean Eadie (AUS) · 10,648; 10,833              |                        |              | Florian Rousseau (FRA) · 10,822; 10,877; 11,536 | Bronzmérkőzés · Jens Fiedler (GER) · 10,732; 10,918                       | 4.       |
| Félicia Ballanger                             | Női egyéni   | 11,262    | 1.        | Mira Kasslin (FIN) · 12,257                                               |                        |          |                              |                        |          |                        |               | Tanya Lindenmuth (USA) · 11,772; 12,060        |                        |              | Michelle Ferris (AUS) · 12,328; 12,124          | Okszana Grisina (RUS) · 12,810; 13,122; 12,533                            |          |
| Laurent Gané Florian Rousseau Arnaud Tournant | Férfi csapat | 44,425    | 1.        | Németország (GER) · Jens Fiedler · Sören Lausberg · Stefan Nimke · 44,302 |                        |          |                              |                        |          |                        |               |                                                |                        |              |                                                 | Nagy-Britannia (GBR) · Chris Hoy · Craig MacLean · Jason Queally · 44,233 |          |

Üldözőversenyek
| Versenyző                                                   | Versenyszám  | Selejtező | Selejtező | Negyeddöntő                                                                                | Negyeddöntő | Elődöntő                                                                                                | Elődöntő  | Döntő | Döntő     | Döntő    |
| Versenyző                                                   | Versenyszám  | Idő       | Hely.     | Ellenfél Idő                                                                               | Saját idő   | Ellenfél Idő                                                                                            | Saját idő | Ellenfél Idő | Saját idő | Helyezés |
| ----------------------------------------------------------- | ------------ | --------- | --------- | ------------------------------------------------------------------------------------------ | ----------- | --- | --------- | --- | --------- | -------- |
| Philippe Gaumont                                            | Férfi egyéni | 4:22,142  | 5.        |                                                                                            |             | kiesett                                                                                                 | kiesett   | kiesett | kiesett   | kiesett  |
| Cyril Bos Philippe Ermenault Francis Moreau Jérôme Neuville | Férfi csapat | 4:05,155  | 3.        | Új-Zéland (NZL) · Tim Carswell · Lee Vertongen · Gary Anderson · Greg Henderson · 4:06,495 | 4:05,224    | Németország (GER) · Guido Fulst · Robert Bartko · Daniel Becke · Jens Lehmann · Olaf Pollack · 4:05,930 | 4:11,549  | Bronzmérkőzés · Nagy-Britannia (GBR) · Bryan Steel · Paul Manning · Bradley Wiggins · Chris Newton · Jonny Clay · 4:01,979 | 4:05,991  | 4.       |
| Marion Clignet                                              | Női egyéni   | 3:34,636  | 2.        |                                                                                            |             | Yvonne McGregor (GBR) · 3:38,409                                                                        | 3:36,244  | Leontien Zijlaard-van Moorsel (NED) · 3:33,360                                                                             | 3:38,751  |          |

Időfutam
| Név                  | Versenyszám  | Idő      | Helyezés |
| -------------------- | ------------ | -------- | -------- |
| Arnaud Tournant      | Férfi egyéni | 1:03,023 | 5.       |
| Félicia Ballanger    | Női egyéni   | 34,140   |          |
| Magali Faure-Humbert | Női egyéni   | 35,766   | 11.      |

Pontversenyek
| Név                               | Versenyszám       | Pont | Körhátrány | Helyezés |
| --------------------------------- | ----------------- | ---- | ---------- | -------- |
| Christophe Capelle                | Férfi pontverseny | 2    | -2         | 19.      |
| Marion Clignet                    | Női pontverseny   | 11   | 0          | 6.       |
| Robert Sassone Christophe Capelle | Férfi madison     | 5    | 0          | 10.      |

Keirin
| Versenyző        | Versenyszám | 1. forduló | Vigaszág | 2. forduló | Döntő    |
| Versenyző        | Versenyszám | Helyezés   | Helyezés | Helyezés   | Helyezés |
| ---------------- | ----------- | ---------- | -------- | ---------- | -------- |
| Florian Rousseau | Férfi       | 5.         | 2.       | 3.         |          |
| Frédéric Magné   | Férfi       | 2.         |          | 3.         | 6.       |

Időfutam
| Név                  | Versenyszám  | Idő      | Helyezés |
| -------------------- | ------------ | -------- | -------- |
| Arnaud Tournant      | Férfi egyéni | 1:03,023 | 5.       |
| Félicia Ballanger    | Női egyéni   | 34,140   |          |
| Magali Faure-Humbert | Női egyéni   | 35,766   | 11.      |

Pontversenyek
| Név                | Versenyszám       | Pont | Körhátrány | Helyezés |
| ------------------ | ----------------- | ---- | ---------- | -------- |
| Christophe Capelle | Férfi pontverseny | 2    | -2         | 19.      |
| Marion Clignet     | Női pontverseny   | 11   | 0          | 6.       |

Keirin
| Versenyző        | Versenyszám | 1. forduló | Vigaszág | 2. forduló | Döntő    |
| Versenyző        | Versenyszám | Helyezés   | Helyezés | Helyezés   | Helyezés |
| ---------------- | ----------- | ---------- | -------- | ---------- | -------- |
| Florian Rousseau | Férfi       | 5.         | 2.       | 3.         |          |
| Frédéric Magné   | Férfi       | 2.         |          | 3.         | 6.       |

## Kézilabda

### Férfi
| Francia férfi kézilabdacsapat-játékoskeret                                                                                              | Francia férfi kézilabdacsapat-játékoskeret                                                                                      |
| --- | --- |
| - Andrej Golić - Bertrand Gille - Bruno Martini - Cédric Burdet - Christian Gaudin - Didier Dinart - Grégory Anquetil - Guéric Kervadec | - Guillaume Gille - Jackson Richardson - Jérôme Fernandez - Marc Wiltberger - Olivier Girault - Patrick Cazal - Stéphane Joulin |

#### Eredmények
Csoportkör
B csoport
| Csapat              | M | Gy | D | V | G+  | G–  | Gk  | P  |
| ------------------- | - | -- | - | - | --- | --- | --- | -- |
| Svédország (SWE)    | 5 | 5  | 0 | 0 | 155 | 121 | +34 | 10 |
| Franciaország (FRA) | 5 | 3  | 1 | 1 | 120 | 104 | +16 | 7  |
| Spanyolország (ESP) | 5 | 3  | 0 | 2 | 144 | 126 | +18 | 6  |
| Szlovénia (SLO)     | 5 | 2  | 1 | 2 | 137 | 127 | +10 | 5  |
| Tunézia (TUN)       | 5 | 1  | 0 | 4 | 111 | 117 | –6  | 2  |
| Ausztrália (AUS)    | 5 | 0  | 0 | 5 | 106 | 178 | –72 | 0  |

| 2000. szeptember 16. 11:30 | Franciaország (FRA) | 24–24  | Szlovénia (SLO) | Játékvezetők: Svein Olav Oie, Bjorn Hogsnes (NOR) |
| 2000. szeptember 16. 11:30 | három játékos 6     | (9–11) | Pungartnik 6    | Játékvezetők: Svein Olav Oie, Bjorn Hogsnes (NOR) |
| 2000. szeptember 16. 11:30 | 5× 2×               |        | 3× 2×           | Játékvezetők: Svein Olav Oie, Bjorn Hogsnes (NOR) |

| 2000. szeptember 18. 11:30 | Tunézia (TUN)   | 17–20   | Franciaország (FRA) | Játékvezetők: Hyung-Kyun Chung, Kyu Ha Lim (KOR) |
| 2000. szeptember 18. 11:30 | három játékos 4 | (11–11) | három játékos 4     | Játékvezetők: Hyung-Kyun Chung, Kyu Ha Lim (KOR) |
| 2000. szeptember 18. 11:30 | 3× 3×           |         | 3× 2×               | Játékvezetők: Hyung-Kyun Chung, Kyu Ha Lim (KOR) |

| 2000. szeptember 20. 19:30 | Spanyolország (ESP) | 23–25   | Franciaország (FRA) | Játékvezetők: Jan Boye, Bjarne-Munk Jensen (DEN) |
| 2000. szeptember 20. 19:30 | Guijosa 7           | (11–11) | Fernandez 7         | Játékvezetők: Jan Boye, Bjarne-Munk Jensen (DEN) |
| 2000. szeptember 20. 19:30 | 4× 3×               |         | 6× 3×               | Játékvezetők: Jan Boye, Bjarne-Munk Jensen (DEN) |

| 2000. szeptember 22. 21:30 | Franciaország (FRA)   | 23–24  | Svédország (SWE)        | Játékvezetők: Marjan Nachevski, Dragan Nachevski (MKD) |
| 2000. szeptember 22. 21:30 | Fernandez, Kervadec 7 | (9–11) | Pettersson, Frändesjö 5 | Játékvezetők: Marjan Nachevski, Dragan Nachevski (MKD) |
| 2000. szeptember 22. 21:30 | 3× 3×                 |        | 4× 3×                   | Játékvezetők: Marjan Nachevski, Dragan Nachevski (MKD) |

| 2000. szeptember 24. 14:30 | Franciaország (FRA) | 28–16  | Ausztrália (AUS) | Játékvezetők: Yasser Salim Aly Aly, Hassan Hassan Aly Hassan (EGY) |
| 2000. szeptember 24. 14:30 | Joulin 7            | (13–7) | Sestic 5         | Játékvezetők: Yasser Salim Aly Aly, Hassan Hassan Aly Hassan (EGY) |
| 2000. szeptember 24. 14:30 | 1× 3×               |        | 2× 2×            | Játékvezetők: Yasser Salim Aly Aly, Hassan Hassan Aly Hassan (EGY) |

Negyeddöntő
| 2000. szeptember 26. 19:30 | Jugoszlávia (SCG)   | 26–21  | Franciaország (FRA) | Játékvezetők: Jan Boye, Bjarne-Munk Jensen (DEN) |
| 2000. szeptember 26. 19:30 | Jovanović, Škrbić 7 | (10–9) | Anquetil 5          | Játékvezetők: Jan Boye, Bjarne-Munk Jensen (DEN) |
| 2000. szeptember 26. 19:30 | 6× 3×               |        | 3× 3×               | Játékvezetők: Jan Boye, Bjarne-Munk Jensen (DEN) |

Az 5–8. helyért
| 2000. szeptember 29. 9:30 | Szlovénia (SLO) | 22–29  | Franciaország (FRA) | Játékvezetők: Peter Hansson, Peter Olsson (SWE) |
| 2000. szeptember 29. 9:30 | Šerbec 6        | (9–17) | G. Gille 7          | Játékvezetők: Peter Hansson, Peter Olsson (SWE) |
| 2000. szeptember 29. 9:30 | 3× 3×           |        | 1× 2×               | Játékvezetők: Peter Hansson, Peter Olsson (SWE) |

Az 5. helyért
| 2000. szeptember 30. 16:30 | Franciaország (FRA) | 22–25   | Németország (GER) | Játékvezetők: Yasser Salim Aly Aly, Hassan Hassan Aly Hassan (EGY) |
| 2000. szeptember 30. 16:30 | Burdet, Joulin 5    | (11–11) | Baur 7            | Játékvezetők: Yasser Salim Aly Aly, Hassan Hassan Aly Hassan (EGY) |
| 2000. szeptember 30. 16:30 | 6× 3×               |         | 6× 3× 1×          | Játékvezetők: Yasser Salim Aly Aly, Hassan Hassan Aly Hassan (EGY) |

| Csapat              | Helyezés |
| ------------------- | -------- |
| Franciaország (FRA) | 6.       |

### Női
| Francia női kézilabdacsapat-játékoskeret | Francia női kézilabdacsapat-játékoskeret                                                                                                   |
| --- | --- |
| - Stella Joseph-Mathieu - Sonia Cendier Ajaguin - Isabelle Wendling - Joanne Dudziak - Laïsa Lerus - Leïla Lejeune-Duchemann - Myriam Korfanty - Nathalie Selambarom | - Nodjialem Myaro - Raphaëlle Tervel - Sandrine Delerce - Stéphanie Cano - Stéphanie Ludwig - Valérie Nicolas - Véronique Pecqueux-Rolland |

#### Eredmények
Csoportkör
A csoport
| Csapat              | M | Gy | D | V | G+  | G–  | Gk  | P |
| ------------------- | - | -- | - | - | --- | --- | --- | - |
| Dél-Korea (KOR)     | 4 | 4  | 0 | 0 | 131 | 100 | +31 | 8 |
| Magyarország (HUN)  | 4 | 2  | 1 | 1 | 119 | 106 | +13 | 5 |
| Franciaország (FRA) | 4 | 2  | 0 | 2 | 90  | 93  | –3  | 4 |
| Románia (ROU)       | 4 | 1  | 1 | 2 | 99  | 101 | –2  | 3 |
| Angola (ANG)        | 4 | 0  | 0 | 4 | 98  | 137 | –39 | 0 |

| 2000. szeptember 17. 21:30 | Dél-Korea (KOR) | 25–18  | Franciaország (FRA) | Játékvezetők: Jan Boye, Bjarne-Munk Jensen (DEN) |
| 2000. szeptember 17. 21:30 | I Szangun 10    | (15–3) | Lejeune-Duchemann 7 | Játékvezetők: Jan Boye, Bjarne-Munk Jensen (DEN) |
| 2000. szeptember 17. 21:30 | 3× 3×           |        | 3× 3×               | Játékvezetők: Jan Boye, Bjarne-Munk Jensen (DEN) |

| 2000. szeptember 19. 16:30 | Franciaország (FRA) | 22–23   | Magyarország (HUN) | Játékvezetők: Peter Hansson, Peter Olsson (SWE) |
| 2000. szeptember 19. 16:30 | Pecqueux-Rolland 6  | (14–12) | Radulovics 9       | Játékvezetők: Peter Hansson, Peter Olsson (SWE) |
| 2000. szeptember 19. 16:30 | 3× 3×               |         | 4× 2×              | Játékvezetők: Peter Hansson, Peter Olsson (SWE) |

| 2000. szeptember 23. 14:30 | Angola (ANG) | 27–29   | Franciaország (FRA) | Játékvezetők: Branka Maric, Zorica Gardinovacki (YUG) |
| 2000. szeptember 23. 14:30 | Bengue 7     | (11–16) | Pecqueux-Rolland 7  | Játékvezetők: Branka Maric, Zorica Gardinovacki (YUG) |
| 2000. szeptember 23. 14:30 | 6× 3×        |         | 4× 3× 1×            | Játékvezetők: Branka Maric, Zorica Gardinovacki (YUG) |

| 2000. szeptember 25. 21:30 | Franciaország (FRA)       | 21–18   | Románia (ROU) | Játékvezetők: Leon Kalin, Enes Koric (SLO) |
| 2000. szeptember 25. 21:30 | Myaro, Pecqueux-Rolland 6 | (11–10) | Luca 7        | Játékvezetők: Leon Kalin, Enes Koric (SLO) |
| 2000. szeptember 25. 21:30 | 7× 3×                     |         | 3× 3×         | Játékvezetők: Leon Kalin, Enes Koric (SLO) |

Negyeddöntő
| 2000. szeptember 28. 19:30 | Franciaország (FRA) | 26–28 (h. u.) | Dánia (DEN) | Játékvezetők: Branka Maric, Zorica Gardinovacki (YUG) |
| 2000. szeptember 28. 19:30 | Myaro 11            | (8–13, 24–24) | Andersen 7  | Játékvezetők: Branka Maric, Zorica Gardinovacki (YUG) |
| 2000. szeptember 28. 19:30 | 1× 3×               |               | 1× 3×       | Játékvezetők: Branka Maric, Zorica Gardinovacki (YUG) |

Az 5–8. helyért
| 2000. szeptember 30. 9:30 | Brazília (BRA) | 23–32  | Franciaország (FRA) | Játékvezetők: Leon Kalin, Enes Koric (SLO) |
| 2000. szeptember 30. 9:30 | Chicôria 9     | (9–16) | Pecqueux-Rolland 12 | Játékvezetők: Leon Kalin, Enes Koric (SLO) |
| 2000. szeptember 30. 9:30 | 2× 3×          |        | 5× 2×               | Játékvezetők: Leon Kalin, Enes Koric (SLO) |

Az 5. helyért
| 2000. október 1. 11:30 | Franciaország (FRA) | 32–33 (h. u.) | Ausztria (AUT) | Játékvezetők: Branka Maric, Zorica Gardinovacki (YUG) |
| 2000. október 1. 11:30 | Ludwig 9            | (8–13, 25–25) | Logvin 12      | Játékvezetők: Branka Maric, Zorica Gardinovacki (YUG) |
| 2000. október 1. 11:30 | 2× 3×               |               | 1× 3×          | Játékvezetők: Branka Maric, Zorica Gardinovacki (YUG) |

| Csapat              | Helyezés |
| ------------------- | -------- |
| Franciaország (FRA) | 6.       |

## Kosárlabda

### Férfi
| Francia férfi kosárlabdacsapat-játékoskeret                                                        | Francia férfi kosárlabdacsapat-játékoskeret                                                             |
| -------------------------------------------------------------------------------------------------- | --- |
| - Antoine Rigaudeau - Cyril Julian - Frédéric Weis - Crawford Palmer - Jim Bilba - Laurent Foirest | - Laurent Sciarra - Makan Dioumassi - Moustapha Sonko - Stéphane Risacher - Thierry Gadou - Yann Bonato |

#### Eredmények
Csoportkör
A csoport
| Csapat                 | M | Gy | V | P+  | P–  | Pk   | P  |
| ---------------------- | - | -- | - | --- | --- | ---- | -- |
| Egyesült Államok (USA) | 5 | 5  | 0 | 505 | 359 | +146 | 10 |
| Olaszország (ITA)      | 5 | 3  | 2 | 332 | 349 | –17  | 8  |
| Litvánia (LTU)         | 5 | 3  | 2 | 372 | 339 | +33  | 8  |
| Franciaország (FRA)    | 5 | 2  | 3 | 372 | 374 | –2   | 7  |
| Kína (CHN)             | 5 | 2  | 3 | 368 | 419 | –51  | 7  |
| Új-Zéland (NZL)        | 5 | 0  | 5 | 307 | 416 | –109 | 5  |

| 2000. szeptember 17. 9:30 | Franciaország (FRA) | 76–50     | Új-Zéland (NZL) | Nézőszám: 8292 |
| 2000. szeptember 17. 9:30 | (30–23) Jegyzőkönyv |           |                 | Nézőszám: 8292 |
| 2000. szeptember 17. 9:30 | Bonato 16           | Pont      | Marks 12        | Nézőszám: 8292 |
| 2000. szeptember 17. 9:30 | Rigaudeau, Bilba 4  | Lepattanó | Marks 7         | Nézőszám: 8292 |
| 2000. szeptember 17. 9:30 | Sonko, Rigaudeau 5  | Gólpassz  | Cameron 4       | Nézőszám: 8292 |

| 2000. szeptember 19. 19:30 | Litvánia (LTU)      | 81–63     | Franciaország (FRA)   | Nézőszám: 8406 |
| 2000. szeptember 19. 19:30 | (50–35) Jegyzőkönyv |           |                       | Nézőszám: 8406 |
| 2000. szeptember 19. 19:30 | Einikis 19          | Pont      | Rigaudeau 13          | Nézőszám: 8406 |
| 2000. szeptember 19. 19:30 | Einikis 6           | Lepattanó | Bilba, Weis 5         | Nézőszám: 8406 |
| 2000. szeptember 19. 19:30 | Jasikevičius 6      | Gólpassz  | Rigaudeau, Risacher 3 | Nézőszám: 8406 |

| 2000. szeptember 21. 14:30 | Kína (CHN)          | 70–82     | Franciaország (FRA) | Nézőszám: 8391 |
| 2000. szeptember 21. 14:30 | (36–31) Jegyzőkönyv |           |                     | Nézőszám: 8391 |
| 2000. szeptember 21. 14:30 | Jao Ming 14         | Pont      | Rigaudeau 29        | Nézőszám: 8391 |
| 2000. szeptember 21. 14:30 | Jao Ming 6          | Lepattanó | Julian, Bilba 7     | Nézőszám: 8391 |
| 2000. szeptember 21. 14:30 | Guo Shiqiang 7      | Gólpassz  | Sciarra 6           | Nézőszám: 8391 |

| 2000. szeptember 23. 21:30 | Franciaország (FRA) | 57–67     | Olaszország (ITA) | Nézőszám: 8392 |
| 2000. szeptember 23. 21:30 | (28–30) Jegyzőkönyv |           |                   | Nézőszám: 8392 |
| 2000. szeptember 23. 21:30 | Sciarra 17          | Pont      | Myers 24          | Nézőszám: 8392 |
| 2000. szeptember 23. 21:30 | Weis 8              | Lepattanó | Chiacig 7         | Nézőszám: 8392 |
| 2000. szeptember 23. 21:30 | Bilba 3             | Gólpassz  | Myers 4           | Nézőszám: 8392 |

| 2000. szeptember 25. 16:30 | Franciaország (FRA) | 94–106    | Egyesült Államok (USA) | Nézőszám: 8477 |
| 2000. szeptember 25. 16:30 | (48–59) Jegyzőkönyv |           |                        | Nézőszám: 8477 |
| 2000. szeptember 25. 16:30 | Sciarra 21          | Pont      | McDyess 20             | Nézőszám: 8477 |
| 2000. szeptember 25. 16:30 | Bonato, Risacher 3  | Lepattanó | Garnett, McDyess 11    | Nézőszám: 8477 |
| 2000. szeptember 25. 16:30 | Sciarra 4           | Gólpassz  | Kidd 6                 | Nézőszám: 8477 |

Negyeddöntő
| 2000. szeptember 28. 17:00 | Kanada (CAN)        | 63–68     | Franciaország (FRA) | Nézőszám: 14 411 Játékvezetők: Romualdas Brazauskas (LTU), Juan Figueroa (PUR) |
| 2000. szeptember 28. 17:00 | (23–30) Jegyzőkönyv |           |                     | Nézőszám: 14 411 Játékvezetők: Romualdas Brazauskas (LTU), Juan Figueroa (PUR) |
| 2000. szeptember 28. 17:00 | MacCulloch 23       | Pont      | Sciarra 17          | Nézőszám: 14 411 Játékvezetők: Romualdas Brazauskas (LTU), Juan Figueroa (PUR) |
| 2000. szeptember 28. 17:00 | MacCulloch 9        | Lepattanó | Sciarra 7           | Nézőszám: 14 411 Játékvezetők: Romualdas Brazauskas (LTU), Juan Figueroa (PUR) |
| 2000. szeptember 28. 17:00 | Nash 8              | Gólpassz  | Rigaudeau 4         | Nézőszám: 14 411 Játékvezetők: Romualdas Brazauskas (LTU), Juan Figueroa (PUR) |

Elődöntő
| 2000. szeptember 29. 19:30 | Ausztrália (AUS)    | 52–76     | Franciaország (FRA) | Nézőszám: 14 653 Játékvezetők: Nikolaos Pitsilkas (GRE), Raul Chaves (ARG) |
| 2000. szeptember 29. 19:30 | (29–44) Jegyzőkönyv |           |                     | Nézőszám: 14 653 Játékvezetők: Nikolaos Pitsilkas (GRE), Raul Chaves (ARG) |
| 2000. szeptember 29. 19:30 | Gaze, Heal 10       | Pont      | Sciarra 16          | Nézőszám: 14 653 Játékvezetők: Nikolaos Pitsilkas (GRE), Raul Chaves (ARG) |
| 2000. szeptember 29. 19:30 | Bradtke 5           | Lepattanó | Weis 9              | Nézőszám: 14 653 Játékvezetők: Nikolaos Pitsilkas (GRE), Raul Chaves (ARG) |
| 2000. szeptember 29. 19:30 | Heal 5              | Gólpassz  | Sciarra 7           | Nézőszám: 14 653 Játékvezetők: Nikolaos Pitsilkas (GRE), Raul Chaves (ARG) |

Döntő
| 2000. október 1. 13:15 | Franciaország (FRA) | 75–85     | Egyesült Államok (USA) | Nézőszám: 14 833 Játékvezetők: Romualdas Brazauskas (LTU), Renato Santos (BRA) |
| 2000. október 1. 13:15 | (32–46) Jegyzőkönyv |           |                        | Nézőszám: 14 833 Játékvezetők: Romualdas Brazauskas (LTU), Renato Santos (BRA) |
| 2000. október 1. 13:15 | Sonko 19            | Pont      | Carter, Allen 13       | Nézőszám: 14 833 Játékvezetők: Romualdas Brazauskas (LTU), Renato Santos (BRA) |
| 2000. október 1. 13:15 | Sciarra 4           | Lepattanó | Kidd, Mourning 7       | Nézőszám: 14 833 Játékvezetők: Romualdas Brazauskas (LTU), Renato Santos (BRA) |
| 2000. október 1. 13:15 | Sciarra 4           | Gólpassz  | Payton 3               | Nézőszám: 14 833 Játékvezetők: Romualdas Brazauskas (LTU), Renato Santos (BRA) |

| Csapat              | Helyezés |
| ------------------- | -------- |
| Franciaország (FRA) |          |

### Női
| Francia női kosárlabdacsapat-játékoskeret                                                                       | Francia női kosárlabdacsapat-játékoskeret                                                                     |
| --- | --- |
| - Nicole Antibe - Isabelle Fijalkowski - Edwige Lawson-Wade - Sandra Le Dréan - Nathalie Lesdema - Cathy Melain | - Laetitia Moussard - Audrey Sauret - Laure Savasta - Yannick Souvré - Dominique Tonnerre - Stéphanie Vivenot |

#### Eredmények
Csoportkör
A csoport
| Csapat              | M | Gy | V | P+  | P–  | Pk   | P  |
| ------------------- | - | -- | - | --- | --- | ---- | -- |
| Ausztrália (AUS)    | 5 | 5  | 0 | 394 | 264 | +130 | 10 |
| Franciaország (FRA) | 5 | 4  | 1 | 338 | 287 | +51  | 9  |
| Brazília (BRA)      | 5 | 2  | 3 | 358 | 323 | +35  | 7  |
| Szlovákia (SVK)     | 5 | 2  | 3 | 294 | 292 | +2   | 7  |
| Kanada (CAN)        | 5 | 2  | 3 | 283 | 317 | –34  | 7  |
| Szenegál (SEN)      | 5 | 0  | 5 | 199 | 383 | –184 | 5  |

| 2000. szeptember 16. 14:30 | Franciaország (FRA) | 75–39     | Szenegál (SEN) | Nézőszám: 5330 |
| 2000. szeptember 16. 14:30 | (42–21) Jegyzőkönyv |           |                | Nézőszám: 5330 |
| 2000. szeptember 16. 14:30 | Antibe 13           | Pont      | A. N’Diaye 11  | Nézőszám: 5330 |
| 2000. szeptember 16. 14:30 | Fijalkowski 7       | Lepattanó | A. N’Diaye 7   | Nézőszám: 5330 |
| 2000. szeptember 16. 14:30 | Melain 5            | Gólpassz  | Fall 4         | Nézőszám: 5330 |

| 2000. szeptember 18. 19:30 | Szlovákia (SVK)                  | 51–58     | Franciaország (FRA) | Nézőszám: 8337 |
| 2000. szeptember 18. 19:30 | (30–33) Jegyzőkönyv              |           |                     | Nézőszám: 8337 |
| 2000. szeptember 18. 19:30 | Janoštinová-Kotočová 12          | Pont      | Melain 18           | Nézőszám: 8337 |
| 2000. szeptember 18. 19:30 | Janoštinová-Kotočová, Kováčová 7 | Lepattanó | Melain, Antibe 6    | Nézőszám: 8337 |
| 2000. szeptember 18. 19:30 | Žirková 4                        | Gólpassz  | négy játékos 3      | Nézőszám: 8337 |

| 2000. szeptember 20. 11:30 | Kanada (CAN)        | 58–70     | Franciaország (FRA)   | Nézőszám: 5452 |
| 2000. szeptember 20. 11:30 | (33–30) Jegyzőkönyv |           |                       | Nézőszám: 5452 |
| 2000. szeptember 20. 11:30 | Dales 17            | Pont      | Melain 21             | Nézőszám: 5452 |
| 2000. szeptember 20. 11:30 | Norman 13           | Lepattanó | Fijalkowski, Antibe 6 | Nézőszám: 5452 |
| 2000. szeptember 20. 11:30 | Norman 3            | Gólpassz  | Souvré 4              | Nézőszám: 5452 |

| 2000. szeptember 22. 14:30 | Franciaország (FRA)        | 73–70 (h. u.) | Brazília (BRA)         | Nézőszám: 8297 |
| 2000. szeptember 22. 14:30 | (31–29, 63–63) Jegyzőkönyv |               |                        | Nézőszám: 8297 |
| 2000. szeptember 22. 14:30 | dos Santos Arcain 22       | Pont          | Souvré, Fijalkowski 18 | Nézőszám: 8297 |
| 2000. szeptember 22. 14:30 | Oliveira 8                 | Lepattanó     | Melain 7               | Nézőszám: 8297 |
| 2000. szeptember 22. 14:30 | Luz 4                      | Gólpassz      | Melain, Sauret 5       | Nézőszám: 8297 |

| 2000. szeptember 24. 16:30 | Franciaország (FRA) | 62–69     | Ausztrália (AUS) | Nézőszám: 8486 |
| 2000. szeptember 24. 16:30 | (28–38) Jegyzőkönyv |           |                  | Nézőszám: 8486 |
| 2000. szeptember 24. 16:30 | Fijalkowski 24      | Pont      | Brondello 18     | Nézőszám: 8486 |
| 2000. szeptember 24. 16:30 | Fijalkowski 7       | Lepattanó | Jackson 12       | Nézőszám: 8486 |
| 2000. szeptember 24. 16:30 | Melain 2            | Gólpassz  | Harrower 7       | Nézőszám: 8486 |

Negyeddöntő
| 2000. szeptember 27. 20:00 | Franciaország (FRA) | 59–68     | Dél-Korea (KOR)  | Nézőszám: 14 605 Játékvezetők: Raul Chaves (ARG), Carolyn Gillespie (AUS) |
| 2000. szeptember 27. 20:00 | (27–30) Jegyzőkönyv |           |                  | Nézőszám: 14 605 Játékvezetők: Raul Chaves (ARG), Carolyn Gillespie (AUS) |
| 2000. szeptember 27. 20:00 | Melain 21           | Pont      | Jang Dzsongok 15 | Nézőszám: 14 605 Játékvezetők: Raul Chaves (ARG), Carolyn Gillespie (AUS) |
| 2000. szeptember 27. 20:00 | Melain 11           | Lepattanó | Csong Szonmin 5  | Nézőszám: 14 605 Játékvezetők: Raul Chaves (ARG), Carolyn Gillespie (AUS) |
| 2000. szeptember 27. 20:00 | három játékos 2     | Gólpassz  | Csong Unszun 5   | Nézőszám: 14 605 Játékvezetők: Raul Chaves (ARG), Carolyn Gillespie (AUS) |

Az 5. helyért
| 2000. szeptember 29. 11:30 | Franciaország (FRA) | 71–59     | Oroszország (RUS) | Nézőszám: 14 260 Játékvezetők: Bill Mindenhall (AUS), David Jones (USA) |
| 2000. szeptember 29. 11:30 | (30–27) Jegyzőkönyv |           |                   | Nézőszám: 14 260 Játékvezetők: Bill Mindenhall (AUS), David Jones (USA) |
| 2000. szeptember 29. 11:30 | Sauret 17           | Pont      | Nyikonova 18      | Nézőszám: 14 260 Játékvezetők: Bill Mindenhall (AUS), David Jones (USA) |
| 2000. szeptember 29. 11:30 | Fijalkowski 6       | Lepattanó | Zaszulszkaja 5    | Nézőszám: 14 260 Játékvezetők: Bill Mindenhall (AUS), David Jones (USA) |
| 2000. szeptember 29. 11:30 | Melain 4            | Gólpassz  | Arhipova 4        | Nézőszám: 14 260 Játékvezetők: Bill Mindenhall (AUS), David Jones (USA) |

| Csapat              | Helyezés |
| ------------------- | -------- |
| Franciaország (FRA) | 5.       |

## Lovaglás
Díjugratás
| Versenyző                                                          | Ló               | Versenyszám | Selejtező | Selejtező | Selejtező | Selejtező | Selejtező | Selejtező | Selejtező | Selejtező | Döntő   | Döntő   | Döntő         | Döntő         | Végeredmény | Végeredmény |
| Versenyző                                                          | Ló               | Versenyszám | 1. kör    | 1. kör    | 2. kör    | 2. kör    | 2. kör    | 3. kör    | 3. kör    | 3. kör    | 1. kör  | 1. kör  | 2. kör        | 2. kör        | Végeredmény | Végeredmény |
| Versenyző                                                          | Ló               | Versenyszám | Bünt.     | Hely.     | Bünt.     | Össz.     | Hely.     | Bünt.     | Össz.     | Hely.     | Bünt.   | Hely.   | Bünt.         | Hely.         | Bünt.       | Helyezés    |
| ------------------------------------------------------------------ | ---------------- | ----------- | --------- | --------- | --------- | --------- | --------- | --------- | --------- | --------- | ------- | ------- | ------------- | ------------- | ----------- | ----------- |
| Thierry Pomel                                                      | Thor des Chaines | Egyéni      | 8,50      | 23.       | 4,00      | 12,50     | 13.       | 4,00      | 16,50     | 13.       | 8,00    | 14.     | nem ért célba | nem ért célba | kiesett     | kiesett     |
| Alexandra Ledermann                                                | Rochet M         | Egyéni      | 8,00      | 21.       | 0,00      | 8,00      | 5.        | 0,00      | 8,00      | 2.        | 8,00    | 14.     | nem ért célba | nem ért célba | kiesett     | kiesett     |
| Philippe Rozier                                                    | Barbarian        | Egyéni      | 5,00      | 11.       | 4,00      | 9,00      | 11.       | 12,00     | 21,00     | 21.       | kiesett | kiesett | kiesett       | kiesett       | kiesett     | kiesett     |
| Patrice Delaveau                                                   | Caucalis         | Egyéni      | 23,50     | 62.       | 12,00     | 35,50     | 61.       | 60,50     | 96,00     | 68.       | kiesett | kiesett | kiesett       | kiesett       | kiesett     | kiesett     |
| Alexandra Ledermann Thierry Pomel Philippe Rozier Patrice Delaveau | lásd fentebb     | Csapat      |           |           |           |           |           |           |           |           | 8,00    | 1.**    | 16,00         | 4.*           | 24,00       | 4.***       |

* - egy másik csapattal azonos eredményt ért el

** - négy másik csapattal azonos eredményt ért el

*** - egy másik csapattal holtversenyben a harmadik helyen végzett, szétugratás után 8 ponttal a második helyen végzett, így negyedik lett
Lovastusa
| Versenyző                                                   | Ló                                            | Versenyszám | Díjlovaglás | Díjlovaglás | Tereplovaglás | Tereplovaglás | Tereplovaglás | Díjugratás | Díjugratás | Végeredmény | Végeredmény |
| Versenyző                                                   | Ló                                            | Versenyszám | Bünt.       | Hely.       | Bünt.         | Hely.         | Össz.         | Bünt.      | Hely.      | Bünt.       | Helyezés    |
| ----------------------------------------------------------- | --------------------------------------------- | ----------- | ----------- | ----------- | ------------- | ------------- | ------------- | ---------- | ---------- | ----------- | ----------- |
| Rodolphe Scherer                                            | Bambi de Brière                               | Egyéni      | 41,40       | 8.          | 0,00          | 41,40         | 5.            | 5,00       | 7.         | 46,40       | 4.          |
| Jean-Lou Bigot                                              | Twist la Beige                                | Egyéni      | 56,40       | 29.         | 0,00          | 56,40         | 13.           | 10,00      | 13.        | 66,40       | 12.         |
| Nicolas Touzaint                                            | Cobra d'Or                                    | Egyéni      | 50,60       | 19.         | nem ért célba | nem ért célba | nem ért célba | kiesett    | kiesett    | kiesett     | kiesett     |
| Jean-Luc Force Jean Teulère Didier Willefert Jean-Lou Bigot | Crocus Jacob Amouncha Blakring Twist La Beige | Csapat      | 140,20      | 4.          | nem ért célba | 1186,20       | 8.            | nem indult | nem indult | 3000,00     | 10.         |

## Műugrás
Férfi
| Versenyző                            | Versenyszám          | Selejtező | Selejtező | Elődöntő | Elődöntő | Döntő   | Döntő    |
| Versenyző                            | Versenyszám          | Pont      | Helyezés  | Pont     | Helyezés | Pont    | Helyezés |
| ------------------------------------ | -------------------- | --------- | --------- | -------- | -------- | ------- | -------- |
| Frédéric Pierre                      | Egyéni műugrás       | 310,74    | 40.       | kiesett  | kiesett  | kiesett | kiesett  |
| Gilles Emptoz-Lacote                 | Egyéni toronyugrás   | 377,70    | 20.       | kiesett  | kiesett  | kiesett | kiesett  |
| Gilles Emptoz-Lacote Frédéric Pierre | Szinkron műugrás     |           |           |          |          | 310,08  | 6.       |
| Gilles Emptoz-Lacote Frédéric Pierre | Szinkron toronyugrás |           |           |          |          | 314,94  | 8.       |

Női
| Versenyző                          | Versenyszám          | Selejtező | Selejtező | Elődöntő | Elődöntő | Döntő   | Döntő    |
| Versenyző                          | Versenyszám          | Pont      | Helyezés  | Pont     | Helyezés | Pont    | Helyezés |
| ---------------------------------- | -------------------- | --------- | --------- | -------- | -------- | ------- | -------- |
| Sandra Ponthus                     | Egyéni műugrás       | 242,79    | 23.       | kiesett  | kiesett  | kiesett | kiesett  |
| Julie Danaux                       | Egyéni műugrás       | 219,87    | 36.       | kiesett  | kiesett  | kiesett | kiesett  |
| Odile Arboles-Souchon              | Egyéni toronyugrás   | 260,25    | 23.       | kiesett  | kiesett  | kiesett | kiesett  |
| Claire Febvay                      | Egyéni toronyugrás   | 222,81    | 35.       | kiesett  | kiesett  | kiesett | kiesett  |
| Odile Arboles-Souchon Julie Danaux | Szinkron toronyugrás |           |           |          |          | 277,14  | 7.       |

## Ökölvívás
| Versenyző       | Versenyszám   | Selejtező                                 | Nyolcaddöntő                       | Negyeddöntő                           | Elődöntő                        | Döntő                       | Helyezés |
| Versenyző       | Versenyszám   | Ellenfél Eredmény                         | Ellenfél Eredmény                  | Ellenfél Eredmény                     | Ellenfél Eredmény               | Ellenfél Eredmény           | Helyezés |
| --------------- | ------------- | ----------------------------------------- | ---------------------------------- | ------------------------------------- | ------------------------------- | --------------------------- | -------- |
| Brahim Asloum   | Papírsúly     | Reskalla Mohamed Abdel Rehim (EGY) · 12-3 | Brian Viloria (USA) · 6-4          | Kim Giszok (KOR) · 12-8               | Maikro Romero (CUB) · 13-12     | Rafael Lozano (ESP) · 23-10 |          |
| Jérôme Thomas   | Légsúly       | Erle Wiltshire (AUS) · 13-1               | Drissa Tou (BUR) · 17-2            | José Navarro (USA) · 23-12            | Bolat Zsumagyilov (KAZ) · 16-22 | kiesett                     |          |
| Rachid Bouaita  | Harmatsúly    | Clarence Vinson (USA) · 2-9               | kiesett                            | kiesett                               | kiesett                         | kiesett                     | 17.      |
| Abdel Jebahi    | Könnyűsúly    | Selim Palyani (TUR) · 5-14                | kiesett                            | kiesett                               | kiesett                         | kiesett                     | 17.      |
| Willy Blain     | Kisváltósúly  | erőnyerő                                  | Diógenes Luna (CUB) · 14-25        | kiesett                               | kiesett                         | kiesett                     | 9.       |
| Frédéric Esther | Nagyváltósúly | Andrej Misin (RUS) · 16-11                | Firat Karagollu (TUR) · 18-17      | Marian Simion (ROU) · 14-29           | kiesett                         | kiesett                     | 6.       |
| John Dovi       | Félnehézsúly  | Shawn Cox (BAR) · 14-10                   | Alekszej Katulevszkij (KGZ) · 23-8 | Alekszandr Lebzjak (RUS) · 11-13      | kiesett                         | kiesett                     | 5.       |
| Jackson Chanet  | Nehézsúly     |                                           | Mohamed Azzaoui (ALG) · RSC        | Szultan-Ahmed Ibragimov (RUS) · 13-18 | kiesett                         | kiesett                     | 6.       |

RSC - a játékvezető megállította a mérkőzést

## Öttusa
| Versenyző          | Versenyszám | Lövészet | Lövészet | Lövészet | Vívás    | Vívás | Vívás | Úszás   | Úszás | Úszás | Lovaglás | Lovaglás | Lovaglás | Lovaglás | Futás    | Futás | Futás | Összesen    | Összesen |
| Versenyző          | Versenyszám | Pontszám | Pont     | Hely.    | Eredmény | Pont  | Hely. | Idő     | Pont  | Hely. | Idő      | Hibapont | Pont     | Hely.    | Idő      | Pont  | Hely. | Összes pont | Helyezés |
| ------------------ | ----------- | -------- | -------- | -------- | -------- | ----- | ----- | ------- | ----- | ----- | -------- | -------- | -------- | -------- | -------- | ----- | ----- | ----------- | -------- |
| Sébastien Deleigne | Férfi       | 176      | 1048     | 13.**    | 13-11    | 880   | 5.*** | 2:11,08 | 1190  | 17.   | 58,19    | 90       | 1010     | 7.       | 9:10,69  | 1198  | 1.    | 5326        | 4.       |
| Olivier Clergeau   | Férfi       | 180      | 1096     | 7.*      | 16-8     | 1,000 | 1.    | 2:13,71 | 1163  | 20.   | 57,22    | 60       | 1040     | 5.       | 10:20,71 | 918   | 21.   | 5217        | 8.       |
| Caroline Delemer   | Női         | 161      | 868      | 22.**    | 15-9     | 950   | 1.*** | 2:26,40 | 1136  | 13.   | 1:05,22  | 120      | 980      | 11.      | 11:05,62 | 1058  | 9.    | 4992        | 10.      |

* - egy másik versenyzővel azonos eredményt ért el

** - két másik versenyzővel azonos eredményt ért el

*** - három másik versenyzővel azonos eredményt ért el

## Röplabda

### Strandröplabda

#### Férfi
| Versenyző                               | 1. forduló                                    | Reményág                                                 | Reményág          | Nyolcaddöntő      | Negyeddöntő       | Elődöntő          | Döntő             | Helyezés |
| Versenyző                               | 1. forduló                                    | 1. forduló                                               | 2. forduló        | Nyolcaddöntő      | Negyeddöntő       | Elődöntő          | Döntő             | Helyezés |
| Versenyző                               | Ellenfél Eredmény                             | Ellenfél Eredmény                                        | Ellenfél Eredmény | Ellenfél Eredmény | Ellenfél Eredmény | Ellenfél Eredmény | Ellenfél Eredmény | Helyezés |
| --------------------------------------- | --------------------------------------------- | -------------------------------------------------------- | ----------------- | ----------------- | ----------------- | ----------------- | ----------------- | -------- |
| Jean-Philippe Jodard Christian Penigaud | Kanada (CAN) · John Child · Mark Heese · 5-15 | Egyesült Államok (USA) · Rob Heidger · Kevin Wong · 2-15 | kiesett           | kiesett           | kiesett           | kiesett           | kiesett           | 19.      |

#### Női
| Versenyző                        | 1. forduló                                                   | Reményág          | Reményág          | Nyolcaddöntő                                            | Negyeddöntő       | Elődöntő          | Döntő             | Helyezés |
| Versenyző                        | 1. forduló                                                   | 1. forduló        | 2. forduló        | Nyolcaddöntő                                            | Negyeddöntő       | Elődöntő          | Döntő             | Helyezés |
| Versenyző                        | Ellenfél Eredmény                                            | Ellenfél Eredmény | Ellenfél Eredmény | Ellenfél Eredmény                                       | Ellenfél Eredmény | Ellenfél Eredmény | Ellenfél Eredmény | Helyezés |
| -------------------------------- | ------------------------------------------------------------ | ----------------- | ----------------- | ------------------------------------------------------- | ----------------- | ----------------- | ----------------- | -------- |
| Anabelle Prawerman Cécile Rigaux | Németország (GER) · Maike Friedrichsen · Danja Musch · 16-14 |                   |                   | Ausztrália (AUS) · Tania Gooley · Pauline Manser · 3-15 | kiesett           | kiesett           | kiesett           | 9.       |

## Sportlövészet
Férfi
| Versenyző            | Versenyszám           | Selejtező | Selejtező | Döntő   | Döntő    |
| Versenyző            | Versenyszám           | Pont      | Helyezés  | Pont    | Helyezés |
| -------------------- | --------------------- | --------- | --------- | ------- | -------- |
| Franck Dumoulin      | Szabadpisztoly        | 559       | 12.*      | kiesett | kiesett  |
| Franck Dumoulin      | Légpisztoly           | 590       | 1.*       | 688,9   |          |
| Stéphane Gagne       | Légpisztoly           | 581       | 5.***     | 682,0   | 5.       |
| Stéphane Gagne       | Szabadpisztoly        | 549       | 26.       | kiesett | kiesett  |
| Franck Badiou        | Légpuska              | 586       | 31.**     | kiesett | kiesett  |
| Jean-Pierre Amat     | Légpuska              | 588       | 18.*****  | kiesett | kiesett  |
| Jean-Pierre Amat     | Sportpuska, összetett | 1158      | 22.**     | kiesett | kiesett  |
| Jean-Pierre Amat     | Sportpuska, fekvő     | 591       | 30.***    | kiesett | kiesett  |
| Philippe Joualin     | Sportpuska, fekvő     | 596       | 7.*       | 699,0   | 8.       |
| Christophe Vicard    | Trap                  | 115       | 5.***     | kiesett | kiesett  |
| Stéphane Clamens     | Trap                  | 107       | 30.*      | kiesett | kiesett  |
| Jean-Paul Gros       | Dupla trap            | 131       | 14.*      | kiesett | kiesett  |
| Franck Durbesson     | Skeet                 | 122       | 9.**      | kiesett | kiesett  |
| Jean-François Dellac | Skeet                 | 117       | 35.***    | kiesett | kiesett  |

Női
| Versenyző             | Versenyszám           | Selejtező | Selejtező | Döntő   | Döntő    |
| Versenyző             | Versenyszám           | Pont      | Helyezés  | Pont    | Helyezés |
| --------------------- | --------------------- | --------- | --------- | ------- | -------- |
| Valérie Bellenoue     | Légpuska              | 391       | 20.****   | kiesett | kiesett  |
| Valérie Bellenoue     | Sportpuska, összetett | 575       | 17.**     | kiesett | kiesett  |
| Delphine Racinet-Reau | Trap                  | 67        | 3.*       | 92      |          |

* - egy másik versenyzővel azonos eredményt ért el

** - két másik versenyzővel azonos eredményt ért el

*** - három másik versenyzővel azonos eredményt ért el

**** - hét másik versenyzővel azonos eredményt ért el

***** - nyolc másik versenyzővel azonos eredményt ért el

## Súlyemelés
Férfi
| Versenyző            | Versenyszám | Szakítás | Szakítás | Lökés    | Lökés    | Összesen | Helyezés |
| Versenyző            | Versenyszám | Eredmény | Helyezés | Eredmény | Helyezés | Összesen | Helyezés |
| -------------------- | ----------- | -------- | -------- | -------- | -------- | -------- | -------- |
| Eric Bonnel          | 56 kg       | 112,5    | 13.*     | 140,0    | 14.*     | 252,5    | 14.      |
| Samson N'Dicka-Matam | 62 kg       | 125,0    | 12.*     | 160,0    | 10.*     | 285,0    | 12.      |

Női
| Versenyző       | Versenyszám | Szakítás | Szakítás | Lökés    | Lökés    | Összesen | Helyezés |
| Versenyző       | Versenyszám | Eredmény | Helyezés | Eredmény | Helyezés | Összesen | Helyezés |
| --------------- | ----------- | -------- | -------- | -------- | -------- | -------- | -------- |
| Sabrina Richard | 48 kg       | 70,0     | 8.       | 87,5     | 8.       | 157,5    | 8.       |

* - egy másik versenyzővel azonos eredményt ért el

## Szinkronúszás
| Versenyző | Versenyszám | Selejtező           | Selejtező           | Selejtező        | Selejtező        | Selejtező  | Selejtező  | Döntő               | Döntő               | Döntő            | Döntő            | Döntő      | Döntő      |
| Versenyző | Versenyszám | Technikai gyakorlat | Technikai gyakorlat | Szabad gyakorlat | Szabad gyakorlat | Összesítés | Összesítés | Technikai gyakorlat | Technikai gyakorlat | Szabad gyakorlat | Szabad gyakorlat | Összesítés | Összesítés |
| Versenyző | Versenyszám | Pont                | Hely.               | Pont             | Hely.            | Pont       | Hely.      | Pont                | Hely.               | Pont             | Hely.            | Pont       | Helyezés   |
| --- | ----------- | ------------------- | ------------------- | ---------------- | ---------------- | ---------- | ---------- | ------------------- | ------------------- | ---------------- | ---------------- | ---------- | ---------- |
| Virginie Dedieu Myriam Lignot                                                                                                 | Páros       | 97,133              | 3.                  | 97,067           | 3.               | 97,091     | 3.         | 97,133              | 3.                  | 97,600           | 3.               | 97,437     |            |
| Cinthia Bouhier Virginie Dedieu Charlotte Fabre Myriam Glez Rachel le Bozec Myriam Lignot Charlotte Massardier Magali Rathier | Csapat      |                     |                     |                  |                  |            |            | 96,467              | 4.                  | 96,467           | 4.               | 96,467     | 4.         |

## Taekwondo
Férfi
| Versenyző     | Versenyszám | Selejtező                 | Negyeddöntő              | Elődöntő                 | Vigaszág negyeddöntő | Vigaszág elődöntő       | Bronz- mérkőzés   | Döntő                        | Helyezés |
| Versenyző     | Versenyszám | Ellenfél Eredmény         | Ellenfél Eredmény        | Ellenfél Eredmény        | Ellenfél Eredmény    | Ellenfél Eredmény       | Ellenfél Eredmény | Ellenfél Eredmény            | Helyezés |
| ------------- | ----------- | ------------------------- | ------------------------ | ------------------------ | -------------------- | ----------------------- | ----------------- | ---------------------------- | -------- |
| Pascal Gentil | Nehézsúly   | Yahia Rashwan (EGY) · 4-1 | Nelson Saenz (CUB) · 4-1 | Kim Gjonghun (KOR) · 2-6 |                      | Colin Daley (GBR) · 4-0 |                   | Háled ed-Dószari (KSA) · 2-0 |          |

Női
| Versenyző      | Versenyszám | Selejtező                | Negyeddöntő                 | Elődöntő          | Vigaszág negyeddöntő | Vigaszág elődöntő | Bronz- mérkőzés   | Döntő             | Helyezés |
| Versenyző      | Versenyszám | Ellenfél Eredmény        | Ellenfél Eredmény           | Ellenfél Eredmény | Ellenfél Eredmény    | Ellenfél Eredmény | Ellenfél Eredmény | Ellenfél Eredmény | Helyezés |
| -------------- | ----------- | ------------------------ | --------------------------- | ----------------- | -------------------- | ----------------- | ----------------- | ----------------- | -------- |
| Myriam Baverel | Nehézsúly   | Lee Wan Yuen (MAS) · 8-4 | Adriana Carmona (VEN) · 3-8 | kiesett           |                      |                   |                   |                   | 8.       |

## Tenisz
Férfi
| Versenyző                     | Versenyszám | 64-es főtábla                            | 32-es főtábla                                               | Nyolcaddöntő                                                           | Negyeddöntő                          | Elődöntő                               | Bronz- mérkőzés                     | Döntő             | Helyezés |
| Versenyző                     | Versenyszám | Ellenfél Eredmény                        | Ellenfél Eredmény                                           | Ellenfél Eredmény                                                      | Ellenfél Eredmény                    | Ellenfél Eredmény                      | Ellenfél Eredmény                   | Ellenfél Eredmény | Helyezés |
| ----------------------------- | ----------- | ---------------------------------------- | ----------------------------------------------------------- | ---------------------------------------------------------------------- | ------------------------------------ | -------------------------------------- | ----------------------------------- | ----------------- | -------- |
| Arnaud Di Pasquale            | Egyes       | Nicolas Kiefer (GER) · 6–4, 6–3          | Uladzimir Valcskov (BLR) · 6–2, 6–2                         | Magnus Norman (SWE) · 7–6, 7–6                                         | Juan Carlos Ferrero (ESP) · 6–2, 6–1 | Jevgenyij Kafelnyikov (RUS) · 4–6, 4–6 | Roger Federer (SUI) · 7–6, 6–7, 6–3 |                   |          |
| Fabrice Santoro               | Egyes       | Marat Szafin (RUS) · 1–6, 6–1, 6–4       | Fernando Vicente (ESP) · 6–1, 6–7, 7–5                      | Karim Alami (MAR) · 2–6, 7–5, 4–6                                      | kiesett                              | kiesett                                | kiesett                             | kiesett           | 9.       |
| Arnaud Clément                | Egyes       | Greg Rusedski (GBR) · 6–2, 6–3           | Àlex Corretja (ESP) · 7–6, 4–6, 4–6                         | kiesett                                                                | kiesett                              | kiesett                                | kiesett                             | kiesett           | 17.      |
| Nicolas Escudé                | Egyes       | Juan Ignacio Chela (ARG) · 7–6, 5–7, 1–6 | kiesett                                                     | kiesett                                                                | kiesett                              | kiesett                                | kiesett                             | kiesett           | 33.      |
| Arnaud Clément Nicolas Escudé | Páros       |                                          | Jugoszlávia (SCG) · Dušan Vemić · Nenad Zimonjić · 6–3, 6–3 | Fehéroroszország (BLR) · Makszim Mirni · Uladzimir Valcskov · 4–6, 6–7 | kiesett                              | kiesett                                | kiesett                             | kiesett           | 9.       |

Női
| Versenyző                            | Versenyszám | 64-es főtábla                         | 32-es főtábla                  | Nyolcaddöntő                                                    | Negyeddöntő                                                          | Elődöntő          | Bronz- mérkőzés   | Döntő             | Helyezés |
| Versenyző                            | Versenyszám | Ellenfél Eredmény                     | Ellenfél Eredmény              | Ellenfél Eredmény                                               | Ellenfél Eredmény                                                    | Ellenfél Eredmény | Ellenfél Eredmény | Ellenfél Eredmény | Helyezés |
| ------------------------------------ | ----------- | ------------------------------------- | ------------------------------ | --------------------------------------------------------------- | -------------------------------------------------------------------- | ----------------- | ----------------- | ----------------- | -------- |
| Julie Halard-Decugis                 | Egyes       | Tathiana Garbin (ITA) · 6–4, 6–2      | Dája Bedáňová (CZE) · 6–3, 6–4 | Barbara Schett (AUT) · 6–2, 2–6, 1–6                            | kiesett                                                              | kiesett           | kiesett           | kiesett           | 9.       |
| Nathalie Dechy                       | Egyes       | Magui Serna (ESP) · 6–1, 6–2          | Nicole Pratt (AUS) · 6–3, 6–1  | Szeles Mónika (USA) · 3–6, 2–6                                  | kiesett                                                              | kiesett           | kiesett           | kiesett           | 9.       |
| Amélie Mauresmo                      | Egyes       | Fabiola Zuluaga (COL) · 3–6, 6–3, 2–6 | kiesett                        | kiesett                                                         | kiesett                                                              | kiesett           | kiesett           | kiesett           | 33.      |
| Julie Halard-Decugis Amélie Mauresmo | Páros       |                                       | erőnyerő                       | Ukrajna (UKR) · Olena Tatarkova · Anna Zaporozsanova · 6–2, 6–4 | Egyesült Államok (USA) · Serena Williams · Venus Williams · 3–6, 2–6 | kiesett           | kiesett           | kiesett           | 17.      |

## Tollaslabda
| Versenyző       | Versenyszám | Selejtező                            | 32-es főtábla                         | Nyolcaddöntő      | Negyeddöntő       | Elődöntő          | Döntő             | Helyezés |
| Versenyző       | Versenyszám | Ellenfél Eredmény                    | Ellenfél Eredmény                     | Ellenfél Eredmény | Ellenfél Eredmény | Ellenfél Eredmény | Ellenfél Eredmény | Helyezés |
| --------------- | ----------- | ------------------------------------ | ------------------------------------- | ----------------- | ----------------- | ----------------- | ----------------- | -------- |
| Bertrand Gallet | Férfi egyes | Marco Vasconcelos (POR) · 15–7, 15–9 | Hvang Szonho (KOR) · 7–15, 12–15      | kiesett           | kiesett           | kiesett           | kiesett           | 17.      |
| Sandra Dimbour  | Női egyes   | erőnyerő                             | Lidya Djaelawijaya (INA) · 1–11, 6–11 | kiesett           | kiesett           | kiesett           | kiesett           | 17.      |
| Tatiana Vattier | Női egyes   | Jonekura Kanako (JPN) · 2–11, 1–11   | kiesett                               | kiesett           | kiesett           | kiesett           | kiesett           | 33.      |

## Torna
Férfi
| Versenyző                                                                                  | Versenyszám      | Selejtező | Selejtező | Döntő    | Döntő    |
| Versenyző                                                                                  | Versenyszám      | Pontszám  | Helyezés  | Pontszám | Helyezés |
| ------------------------------------------------------------------------------------------ | ---------------- | --------- | --------- | -------- | -------- |
| Dimitri Karbanenko                                                                         | Talaj            | 9,600     | 10.       | kiesett  | kiesett  |
| Dimitri Karbanenko                                                                         | Ugrás            | 9,275     | 51.**     | kiesett  | kiesett  |
| Dimitri Karbanenko                                                                         | Korlát           | 9,537     | 26.       | kiesett  | kiesett  |
| Dimitri Karbanenko                                                                         | Nyújtó           | 9,662     | 21.***    | kiesett  | kiesett  |
| Dimitri Karbanenko                                                                         | Gyűrű            | 9,300     | 56.       | kiesett  | kiesett  |
| Dimitri Karbanenko                                                                         | Lólengés         | 9,050     | 64.       | kiesett  | kiesett  |
| Dimitri Karbanenko                                                                         | Egyéni összetett | 56,424    | 21.       | 56,961   | 15.      |
| Yann Cucherat                                                                              | Talaj            | 8,512     | 66.       | kiesett  | kiesett  |
| Yann Cucherat                                                                              | Ugrás            | 9,312     | 46.**     | kiesett  | kiesett  |
| Yann Cucherat                                                                              | Korlát           | 9,712     | 4.        | 9,725    | 6.       |
| Yann Cucherat                                                                              | Nyújtó           | 9,700     | 13.****   | kiesett  | kiesett  |
| Yann Cucherat                                                                              | Gyűrű            | 9,537     | 26.***    | kiesett  | kiesett  |
| Yann Cucherat                                                                              | Lólengés         | 9,550     | 38.*      | kiesett  | kiesett  |
| Yann Cucherat                                                                              | Egyéni összetett | 56,323    | 23.       | 56,923   | 16.      |
| Benjamin Varonian                                                                          | Talaj            | 9,287     | 34.*      | kiesett  | kiesett  |
| Benjamin Varonian                                                                          | Ugrás            | 8,987     | 71.*      | kiesett  | kiesett  |
| Benjamin Varonian                                                                          | Korlát           | 9,525     | 27.*      | kiesett  | kiesett  |
| Benjamin Varonian                                                                          | Nyújtó           | 9,737     | 7.**      | 9,787    |          |
| Benjamin Varonian                                                                          | Gyűrű            | 9,525     | 30.       | kiesett  | kiesett  |
| Benjamin Varonian                                                                          | Lólengés         | 9,100     | 62.*      | kiesett  | kiesett  |
| Benjamin Varonian                                                                          | Egyéni összetett | 56,161    | 27.       | 56,361   | 20.      |
| Florent Maree                                                                              | Talaj            | 8,550     | 64.       | kiesett  | kiesett  |
| Florent Maree                                                                              | Ugrás            | 9,050     | 66.       | kiesett  | kiesett  |
| Florent Maree                                                                              | Korlát           | 9,650     | 10.*      | kiesett  | kiesett  |
| Florent Maree                                                                              | Nyújtó           | 7,675     | 79.       | kiesett  | kiesett  |
| Florent Maree                                                                              | Gyűrű            | 9,162     | 61.*      | kiesett  | kiesett  |
| Florent Maree                                                                              | Egyéni összetett | 44,087    | 63.       | kiesett  | kiesett  |
| Éric Casimir                                                                               | Korlát           | 9,425     | 38.       | kiesett  | kiesett  |
| Éric Casimir                                                                               | Nyújtó           | 9,687     | 18.**     | kiesett  | kiesett  |
| Éric Casimir                                                                               | Lólengés         | 9,725     | 10.*      | kiesett  | kiesett  |
| Éric Casimir                                                                               | Egyéni összetett | 28,837    | 84.       | kiesett  | kiesett  |
| Éric Poujade                                                                               | Lólengés         | 9,787     | 2.**      | 9,825    |          |
| Éric Poujade                                                                               | Egyéni összetett | 9,787     | 93.       | kiesett  | kiesett  |
| Éric Poujade Dimitri Karbanenko Yann Cucherat Benjamin Varonian Florent Maree Éric Casimir | Csapat összetett | 225,469   | 9.        | kiesett  | kiesett  |

Női
| Versenyző                                                                                        | Versenyszám      | Selejtező | Selejtező | Döntő    | Döntő    |
| Versenyző                                                                                        | Versenyszám      | Pontszám  | Helyezés  | Pontszám | Helyezés |
| ------------------------------------------------------------------------------------------------ | ---------------- | --------- | --------- | -------- | -------- |
| Delphine Regease                                                                                 | Talaj            | 9,562     | 17.       | kiesett  | kiesett  |
| Delphine Regease                                                                                 | Ugrás            | 9,150     | 47.       | kiesett  | kiesett  |
| Delphine Regease                                                                                 | Felemás korlát   | 9,212     | 61.*      | kiesett  | kiesett  |
| Delphine Regease                                                                                 | Gerenda          | 9,625     | 15.***    | kiesett  | kiesett  |
| Delphine Regease                                                                                 | Egyéni összetett | 37,549    | 23.       | 37,049   | 24.      |
| Nelly Ramassamy                                                                                  | Talaj            | 9,050     | 54.**     | kiesett  | kiesett  |
| Nelly Ramassamy                                                                                  | Ugrás            | 9,212     | 43.       | kiesett  | kiesett  |
| Nelly Ramassamy                                                                                  | Felemás korlát   | 9,212     | 61.*      | kiesett  | kiesett  |
| Nelly Ramassamy                                                                                  | Gerenda          | 9,550     | 24.*      | kiesett  | kiesett  |
| Nelly Ramassamy                                                                                  | Egyéni összetett | 37,024    | 34.       | 36,592   | 29.      |
| Alexandra Soler                                                                                  | Talaj            | 9,050     | 54.**     | kiesett  | kiesett  |
| Alexandra Soler                                                                                  | Ugrás            | 9,318     | 31.       | kiesett  | kiesett  |
| Alexandra Soler                                                                                  | Felemás korlát   | 9,475     | 43.       | kiesett  | kiesett  |
| Alexandra Soler                                                                                  | Gerenda          | 9,375     | 38.***    | kiesett  | kiesett  |
| Alexandra Soler                                                                                  | Egyéni összetett | 37,218    | 29.       | 36,498   | 30.      |
| Elvire Teza                                                                                      | Talaj            | 8,762     | 66.       | kiesett  | kiesett  |
| Elvire Teza                                                                                      | Ugrás            | 8,950     | 68.       | kiesett  | kiesett  |
| Elvire Teza                                                                                      | Felemás korlát   | 9,700     | 9.*       | 9,512    | 8.       |
| Elvire Teza                                                                                      | Gerenda          | 9,550     | 24.*      | kiesett  | kiesett  |
| Elvire Teza                                                                                      | Egyéni összetett | 36,962    | 36.       | kiesett  | kiesett  |
| Anne-Sophie Endeler                                                                              | Talaj            | 9,587     | 14.       | kiesett  | kiesett  |
| Anne-Sophie Endeler                                                                              | Ugrás            | 9,143     | 48.*      | kiesett  | kiesett  |
| Anne-Sophie Endeler                                                                              | Gerenda          | 9,375     | 38.***    | kiesett  | kiesett  |
| Anne-Sophie Endeler                                                                              | Egyéni összetett | 28,105    | 68.       | kiesett  | kiesett  |
| Ludivine Furnon                                                                                  | Felemás korlát   | 9,525     | 39.       | kiesett  | kiesett  |
| Ludivine Furnon                                                                                  | Egyéni összetett | 9,525     | 93.       | kiesett  | kiesett  |
| Delphine Regease Alexandra Soler Nelly Ramassamy Elvire Teza Anne-Sophie Endeler Ludivine Furnon | Csapat összetett | 150,084   | 7.        | kiesett  | kiesett  |

* - egy másik versenyzővel azonos eredményt ért el

### Ritmikus gimnasztika
| Versenyző   | Versenyszám | Selejtező | Selejtező | Selejtező | Selejtező | Selejtező | Selejtező | Selejtező | Selejtező | Selejtező | Selejtező | Döntő | Döntő | Döntő  | Döntő  | Döntő | Döntő | Döntő  | Döntő  | Döntő    | Döntő    |
| Versenyző   | Versenyszám | Kötél     | Kötél     | Karika    | Karika    | Labda     | Labda     | Szalag    | Szalag    | Összesen  | Összesen  | Kötél | Kötél | Karika | Karika | Labda | Labda | Szalag | Szalag | Összesen | Összesen |
| Versenyző   | Versenyszám | Pont      | Hely.     | Pont      | Hely.     | Pont      | Hely.     | Pont      | Hely.     | Pont      | Hely.     | Pont  | Hely. | Pont   | Hely.  | Pont  | Hely. | Pont   | Hely.  | Pont     | Hely.    |
| ----------- | ----------- | --------- | --------- | --------- | --------- | --------- | --------- | --------- | --------- | --------- | --------- | ----- | ----- | ------ | ------ | ----- | ----- | ------ | ------ | -------- | -------- |
| Eva Serrano | Egyéni      | 9,875     | 4.        | 9,875     | 4.        | 9,833     | 5.        | 9,900     | 3.*       | 39,483    | 4.        | 9,841 | 4.    | 9,850  | 2.     | 9,841 | 5.    | 9,858  | 5.     | 39,390   | 5.       |

* - egy másik versenyzővel azonos eredményt ért el
| Versenyző                                                                                                | Versenyszám | Selejtező  | Selejtező  | Selejtező            | Selejtező            | Selejtező | Selejtező | Döntő      | Döntő      | Döntő                | Döntő                | Döntő    | Döntő    |
| Versenyző                                                                                                | Versenyszám | 5 buzogány | 5 buzogány | 3 szalag és 2 karika | 3 szalag és 2 karika | Összesen  | Összesen  | 5 buzogány | 5 buzogány | 3 szalag és 2 karika | 3 szalag és 2 karika | Összesen | Összesen |
| Versenyző                                                                                                | Versenyszám | Pont       | Hely.      | Pont                 | Hely.                | Pont      | Hely.     | Pont       | Hely.      | Pont                 | Hely.                | Pont     | Hely.    |
| --- | ----------- | ---------- | ---------- | -------------------- | -------------------- | --------- | --------- | ---------- | ---------- | -------------------- | -------------------- | -------- | -------- |
| Anne-Sophie Doyen Anne-Laure Klein Anne-Sophie Lavoine Laetitia Mancieri Magalie Poisson Vanessa Sauzede | Csapat      | 19,050     | 9.         | 18,850               | 9.                   | 37,900    | 9.        | kiesett    | kiesett    | kiesett              | kiesett              | kiesett  | kiesett  |

### Trambulin
| Versenyző    | Versenyszám | Selejtező | Selejtező | Döntő    | Döntő    |
| Versenyző    | Versenyszám | Pontszám  | Helyezés  | Pontszám | Helyezés |
| ------------ | ----------- | --------- | --------- | -------- | -------- |
| David Martin | Férfi       | 68,4      | 2.        | 38,8     | 4.       |

## Triatlon
| Versenyző                  | Versenyszám | 1,5 km úszás | Depózás 1 | 40 km kerékpározás | Depózás 2 | 10 km futás | Összesítés | Összesítés |
| Versenyző                  | Versenyszám | Idő          | Idő       | Idő                | Idő       | Idő         | Idő        | Helyezés   |
| -------------------------- | ----------- | ------------ | --------- | ------------------ | --------- | ----------- | ---------- | ---------- |
| Olivier Marceau            | Férfi       | 17:52,19     | 19,50     | 57:52,60           | 19,80     | 32:53,94    | 1:49:18,03 | 7.         |
| Carl Blasco                | Férfi       | 17:38,19     | 28,00     | 58:58,80           | 19,41     | 32:53,62    | 1:50:18,02 | 19.        |
| Stéphan Bignet             | Férfi       | 17:35,59     | 26,00     | 59:13,50           | 22,60     | 33:34,46    | 1:51:12,15 | 31.        |
| Isabelle Mouthon-Michellys | Női         | 19:19,38     | 29,60     | 1:05:06,10         | 22,40     | 37:35,93    | 2:02:53,41 | 7.         |
| Christine Hocq             | Női         | 19:18,58     | 25,20     | 1:05:12,00         | 21,90     | 37:44,22    | 2:03:01,90 | 8.         |
| Béatrice Mouthon           | Női         | 20:49,08     | 26,40     | 1:08:39,50         | 24,40     | 40:48,70    | 2:11:08,08 | 35.        |

## Úszás
Férfi
| Versenyző                                                 | Versenyszám            | Előfutam | Előfutam | Előfutam | Elődöntő | Elődöntő | Elődöntő | Döntő   | Döntő    |
| Versenyző                                                 | Versenyszám            | Idő      | Hely.    | Össz.    | Idő      | Hely.    | Össz.    | Idő     | Helyezés |
| --------------------------------------------------------- | ---------------------- | -------- | -------- | -------- | -------- | -------- | -------- | ------- | -------- |
| Romain Barnier                                            | 100 m gyors            | 50,32    | 7.       | 22.      | kiesett  | kiesett  | kiesett  | kiesett | kiesett  |
| Nicolas Rostoucher                                        | 400 m gyors            | 3:51,80  | 4.       | 12.      |          |          |          | kiesett | kiesett  |
| Nicolas Rostoucher                                        | 1500 m gyors           | 15:13,26 | 5.       | 11.      |          |          |          | kiesett | kiesett  |
| Fréd Bousquet Romain Barnier Hugo Viart Nicolas Kintz     | 4 × 100 m gyorsváltó   | 3:20,19  | 4.       | 8.       |          |          |          | 3:21,00 | 7.       |
| Simon Dufour                                              | 100 m hát              | 56,01    | 1.       | 15.      | 55,79    | 8.       | 12.      | kiesett | kiesett  |
| Simon Dufour                                              | 200 m hát              | 2:01,09  | 6.       | 17.      | kiesett  | kiesett  | kiesett  | kiesett | kiesett  |
| Hugues Duboscq                                            | 100 m mell             | 1:02,40  | 5.       | 14.      | 1:02,89  | 8.       | 16.      | kiesett | kiesett  |
| Johann Bernard                                            | 200 m mell             | 2:15,35  | 5.       | 12.      | 2:13,48  | 3.       | 5.       | 2:13,31 | 7.       |
| Stéphan Perrot                                            | 200 m mell             | 2:14,79  | 3.       | 6.       | 2:14,59  | 7.       | 12.      | kiesett | kiesett  |
| Franck Esposito                                           | 100 m pillangó         | 53,54    | 3.*      | 11.*     | 53,38    | 7.       | 10.      | kiesett | kiesett  |
| Franck Esposito                                           | 200 m pillangó         | 1:57,97  | 3.       | 7.       | 1:57,04  | 4.       | 5.       | 1:58,39 | 8.       |
| Xavier Marchand                                           | 200 m vegyes           | 2:02,86  | 4.       | 12.      | 2:01,81  | 4.       | 8.       | 2:02,23 | 7.       |
| Johann Le Bihan                                           | 400 m vegyes           | 4:20,96  | 5.       | 14.      |          |          |          | kiesett | kiesett  |
| Simon Dufour Hugues Duboscq Franck Esposito Fréd Bousquet | 4 × 100 m vegyes váltó | 3:40,31  | 2.       | 7.       |          |          |          | 3:40,02 | 7.       |

Női
| Versenyző                                                    | Versenyszám          | Előfutam | Előfutam | Előfutam | Elődöntő | Elődöntő | Elődöntő | Döntő   | Döntő    |
| Versenyző                                                    | Versenyszám          | Idő      | Hely.    | Össz.    | Idő      | Hely.    | Össz.    | Idő     | Helyezés |
| ------------------------------------------------------------ | -------------------- | -------- | -------- | -------- | -------- | -------- | -------- | ------- | -------- |
| Solenne Figuès                                               | 200 m gyors          | 2:01,46  | 8.       | 20.      | kiesett  | kiesett  | kiesett  | kiesett | kiesett  |
| Laëtitia Choux                                               | 400 m gyors          | 4:13,09  | 1.       | 14.      |          |          |          | kiesett | kiesett  |
| Solenne Figuès Laëtitia Choux Katarin Quelennec Alicia Bozon | 4 × 200 m gyorsváltó | 8:07,03  | 2.       | 6.       |          |          |          | 8:05,99 | 8.       |
| Roxana Maracineanu                                           | 100 m hát            | 1:01,66  | 1.       | 3.       | 1:01,61  | 4.       | 4.*      | 1:01,10 | 4.       |
| Roxana Maracineanu                                           | 200 m hát            | 2:11,01  | 1.       | 2.       | 2:11,93  | 1.       | 3.*      | 2:10,25 |          |
| Karine Brémond                                               | 200 m mell           | 2:27,13  | 2.       | 4.       | 2:27,86  | 4.       | 9.       | kiesett | kiesett  |
| Cécile Jeanson                                               | 100 m pillangó       | 59,96    | 6.       | 17.      | 59,80    | 7.       | 14.      | kiesett | kiesett  |
| Cécile Jeanson                                               | 200 m pillangó       | 2:10,78  | 1.       | 9.       | 2:10,78  | 7.       | 13.      | kiesett | kiesett  |

* - egy másik versenyzővel azonos eredményt ért el

## Vitorlázás
Férfi
| Versenyző                     | Versenyszám     | Futam | Futam | Futam | Futam | Futam  | Futam  | Futam | Futam | Futam | Futam | Futam | Pontszám | Helyezés |
| Versenyző                     | Versenyszám     | 1     | 2     | 3     | 4     | 5      | 6      | 7     | 8     | 9     | 10    | 11    | Pontszám | Helyezés |
| ----------------------------- | --------------- | ----- | ----- | ----- | ----- | ------ | ------ | ----- | ----- | ----- | ----- | ----- | -------- | -------- |
| Alexandre Guyader             | Szörfvitorlázás | 16    | 17    | 25    | 8     | (25)   | 22     | 20    | 20    | (37)  | 15    | 19    | 162,0    | 22.      |
| Xavier Rohart                 | Finn dingi      | 11    | 11    | 4     | 3     | 1      | 9      | 6     | (13)  | (17)  | 5     | 5     | 55,0     | 5.       |
| Gildas Philippe Tanguy Cariou | 470-es osztály  | 10,0  | 2,0   | 5,0   | 16,0  | (30,0) | (23,0) | 2,0   | 22,0  | 17,0  | 18,0  | 19,0  | 111,0    | 14.      |

Női
| Versenyző  | Versenyszám     | Futam | Futam | Futam | Futam | Futam | Futam | Futam | Futam | Futam | Futam | Futam | Pontszám | Helyezés |
| Versenyző  | Versenyszám     | 1     | 2     | 3     | 4     | 5     | 6     | 7     | 8     | 9     | 10    | 11    | Pontszám | Helyezés |
| ---------- | --------------- | ----- | ----- | ----- | ----- | ----- | ----- | ----- | ----- | ----- | ----- | ----- | -------- | -------- |
| Lise Vidal | Szörfvitorlázás | 7     | 6     | 9     | (25)  | 3     | (30*) | 10    | 8     | 21    | 6     | 5     | 75,0     | 9.       |

Nyílt
| Versenyző                           | Versenyszám        | Futam | Futam | Futam | Futam | Futam | Futam | Futam | Futam | Futam | Futam | Futam | Futam | Futam | Futam | Futam | Futam | Pontszám | Helyezés |
| Versenyző                           | Versenyszám        | 1     | 2     | 3     | 4     | 5     | 6     | 7     | 8     | 9     | 10    | 11    | 12    | 13    | 14    | 15    | 16    | Pontszám | Helyezés |
| ----------------------------------- | ------------------ | ----- | ----- | ----- | ----- | ----- | ----- | ----- | ----- | ----- | ----- | ----- | ----- | ----- | ----- | ----- | ----- | -------- | -------- |
| Dimitri Deruelle Philippe Gasparini | Könnyű 49-es dingi | (17)  | 10    | 12    | 7     | 7     | 9     | 6     | 10    | 8     | 10    | 14    | 12    | 15    | 10    | (18)  | 16    | 146,0    | 14.      |
| Pierre Pennec Yann Guichard         | Tornádó            | 4     | 8     | (13)  | 2     | 5     | 3     | 3     | (9)   | 4     | 6     | 8     |       |       |       |       |       | 43,0     | 4.       |

| Versenyző                                        | Versenyszám | Futam | Futam | Futam | Futam | Futam | Futam | Futam | Futam | 1. forduló | 1. forduló | 2. forduló | 2. forduló | Negyeddöntő | Negyeddöntő | Elődöntő | Elődöntő | Döntő   | Helyezés |
| Versenyző                                        | Versenyszám | 1     | 2     | 3     | 4     | 5     | 6     | Pont  | Hely. | Gy–V       | Hely.      | Gy–V       | Hely.      | Gy–V        | Hely.       | Gy–V     | Hely.    | Gy–V    | Helyezés |
| ------------------------------------------------ | ----------- | ----- | ----- | ----- | ----- | ----- | ----- | ----- | ----- | ---------- | ---------- | ---------- | ---------- | ----------- | ----------- | -------- | -------- | ------- | -------- |
| Philippe Presti Pascal Rambeau Jean-Marie Dauris | Soling      | 9     | (13)  | 11    | 9     | 3     | 7     | 39    | 9.    | 2–3        | 4.         | kiesett    | kiesett    | kiesett     | kiesett     | kiesett  | kiesett  | kiesett | 10.      |

* - kizárták

## Vívás
Férfi
| Versenyző                                                          | Versenyszám       | Selejtező                         | 32-es főtábla                          | Nyolcaddöntő                          | Negyeddöntő                                                                        | Elődöntő                                                                         | Bronz- mérkőzés                 | Döntő                                                                                          | Helyezés |
| Versenyző                                                          | Versenyszám       | Ellenfél Eredmény                 | Ellenfél Eredmény                      | Ellenfél Eredmény                     | Ellenfél Eredmény                                                                  | Ellenfél Eredmény                                                                | Ellenfél Eredmény               | Ellenfél Eredmény                                                                              | Helyezés |
| ------------------------------------------------------------------ | ----------------- | --------------------------------- | -------------------------------------- | ------------------------------------- | ---------------------------------------------------------------------------------- | -------------------------------------------------------------------------------- | ------------------------------- | ---------------------------------------------------------------------------------------------- | -------- |
| Jean-Noël Ferrari                                                  | Tőr, egyéni       | erőnyerő                          | Lionel Plumenail (FRA) · 15-8          | Rolando Tucker (CUB) · 15-13          | Richard Breutner (GER) · 15-9                                                      | Ralf Bißdorf (GER) · 7-15                                                        | Dmitrij Sevcsenko (RUS) · 14-15 |                                                                                                | 4.       |
| Brice Guyart                                                       | Tőr, egyéni       | Leandro Marchetti (ARG) · 15-6    | Kim Jongho (KOR) · 13-15               | kiesett                               | kiesett                                                                            | kiesett                                                                          | kiesett                         | kiesett                                                                                        | 27.      |
| Lionel Plumenail                                                   | Tőr, egyéni       | Tamer Mohamed Tahoun (EGY) · 15-9 | Jean-Noël Ferrari (FRA) · 8-15         | kiesett                               | kiesett                                                                            | kiesett                                                                          | kiesett                         | kiesett                                                                                        | 29.      |
| Hugues Obry                                                        | Párbajtőr, egyéni | erőnyerő                          | Jean-François Di Martino (FRA) · 15-12 | Gerry Adams (AUS) · 15-5              | Vánky Péter (SWE) · 15-12                                                          | Marcel Fischer (SUI) · 15-13                                                     |                                 | Pavel Kolobkov (RUS) · 12-15                                                                   |          |
| Éric Srecki                                                        | Párbajtőr, egyéni | erőnyerő                          | Christoph Marik (AUT) · 15-10          | Olekszandr Horbacsuk (UKR) · 15-11    | I Szanggi (KOR) · 14-15                                                            | kiesett                                                                          | kiesett                         | kiesett                                                                                        | 7.       |
| Jean-François Di Martino                                           | Párbajtőr, egyéni | erőnyerő                          | Hugues Obry (FRA) · 15-12              | kiesett                               | kiesett                                                                            | kiesett                                                                          | kiesett                         | kiesett                                                                                        | 21.      |
| Mathieu Gourdain                                                   | Kard, egyéni      | erőnyerő                          | Fernando Medina (ESP) · 15-14          | Sztanyiszlav Pozdnyakov (RUS) · 15-11 | Victor Gaureanu (ROU) · 15-14                                                      | Ferjancsik Domonkos (HUN) · 15-12                                                |                                 | Mihai Covaliu (ROU) · 12-15                                                                    |          |
| Damien Touya                                                       | Kard, egyéni      | erőnyerő                          | Keeth Smart (USA) · 15-8               | Dennis Bauer (GER) · 15-12            | Mihai Covaliu (ROU) · 14-15                                                        | kiesett                                                                          | kiesett                         | kiesett                                                                                        | 5.       |
| Julien Pillet                                                      | Kard, egyéni      | erőnyerő                          | Alberto Falcón (ESP) · 15-12           | Victor Gaureanu (ROU) · 10-15         | kiesett                                                                            | kiesett                                                                          | kiesett                         | kiesett                                                                                        | 12.      |
| Jean-Noël Ferrari Lionel Plumenail Brice Guyart Patrice Lhôtellier | Tőr, csapat       |                                   |                                        |                                       | Kuba (CUB) · Elvis Gregory · Oscar García Pérez · Rolando Tucker · 45-43           | Lengyelország (POL) · Sławomir Mocek · Ryszard Sobczak · Adam Krzesiński · 45-38 |                                 | Kína (CHN) · Tung Csao-cse · Vang Haj-pin · Je Csung · 45-44                                   |          |
| Jean-François Di Martino Hugues Obry Éric Srecki                   | Párbajtőr, csapat |                                   |                                        | erőnyerő                              | Magyarország (HUN) · Fekete Attila · Marsi Márk · Kovács Iván · 43-42              | Kuba (CUB) · Carlos Pedroso · Iván Trevejo · Nelson Loyola · 45-36               |                                 | Olaszország (ITA) · Angelo Mazzoni · Paolo Milanoli · Alfredo Rota · Maurizio Randazzo · 38-39 |          |
| Mathieu Gourdain Damien Touya Julien Pillet Cédric Séguin          | Kard, csapat      |                                   |                                        | erőnyerő                              | Ukrajna (UKR) · Vadim Hutcajt · Volodimir Lukasenko · Volodimir Kaljuzsnij · 45-31 | Németország (GER) · Dennis Bauer · Alexander Weber · Wiradech Kothny · 45-44     |                                 | Oroszország (RUS) · Szergej Sarikov · Sztanyiszlav Pozdnyakov · Alekszej Froszin · 32-45       |          |

Női
| Versenyző                                                                                  | Versenyszám       | Selejtező         | 32-es főtábla                         | Nyolcaddöntő                              | Negyeddöntő                                          | Elődöntő                                                                               | Bronz- mérkőzés                                                                        | Döntő             | Helyezés |
| Versenyző                                                                                  | Versenyszám       | Ellenfél Eredmény | Ellenfél Eredmény                     | Ellenfél Eredmény                         | Ellenfél Eredmény                                    | Ellenfél Eredmény                                                                      | Ellenfél Eredmény                                                                      | Ellenfél Eredmény | Helyezés |
| ------------------------------------------------------------------------------------------ | ----------------- | ----------------- | ------------------------------------- | ----------------------------------------- | ---------------------------------------------------- | -------------------------------------------------------------------------------------- | -------------------------------------------------------------------------------------- | ----------------- | -------- |
| Adeline Wuillème                                                                           | Tőr, egyéni       | erőnyerő          | Ayelet Ohayon (ISR) · 12-15           | kiesett                                   | kiesett                                              | kiesett                                                                                | kiesett                                                                                | kiesett           | 18.      |
| Laura Flessel-Colovic                                                                      | Párbajtőr, egyéni | erőnyerő          | Tamara Savić-Šotra (SCG) · 15-9       | Andrea Rentmeister (AUT) · 15-12          | Margherita Zalaffi (ITA) · 15-11                     | Nagy Tímea (HUN) · 14-15                                                               | Tatyjana Logunova (RUS) · 15-6                                                         |                   |          |
| Valérie Barlois-Mevel-Leroux                                                               | Párbajtőr, egyéni | erőnyerő          | Katja Nass (GER) · 15-12              | Sangita Tripathi (FRA) · 15-8             | Tatyjana Logunova (RUS) · 10-15                      | kiesett                                                                                | kiesett                                                                                | kiesett           | 5.       |
| Sangita Tripathi                                                                           | Párbajtőr, egyéni | erőnyerő          | Sherraine Schalm-MacKay (CAN) · 15-13 | Valérie Barlois-Mevel-Leroux (FRA) · 8-15 | kiesett                                              | kiesett                                                                                | kiesett                                                                                | kiesett           | 14.      |
| Valérie Barlois-Mevel-Leroux Laura Flessel-Colovic Sangita Tripathi Sophie Moressée-Pichot | Párbajtőr, csapat |                   |                                       | erőnyerő                                  | Kína (CHN) · Li Na · Liang Qin · Yang Shaoqi · 42-45 | Az 5–8. helyért · Kuba (CUB) · Tamara Esteri · Zuleydis Ortíz · Mirayda García · 45-39 | A 7. helyért · Németország (GER) · Katja Nass · Imke Duplitzer · Claudia Bokel · 45-33 |                   | 5.       |